# Districtus Austriae Controllatus

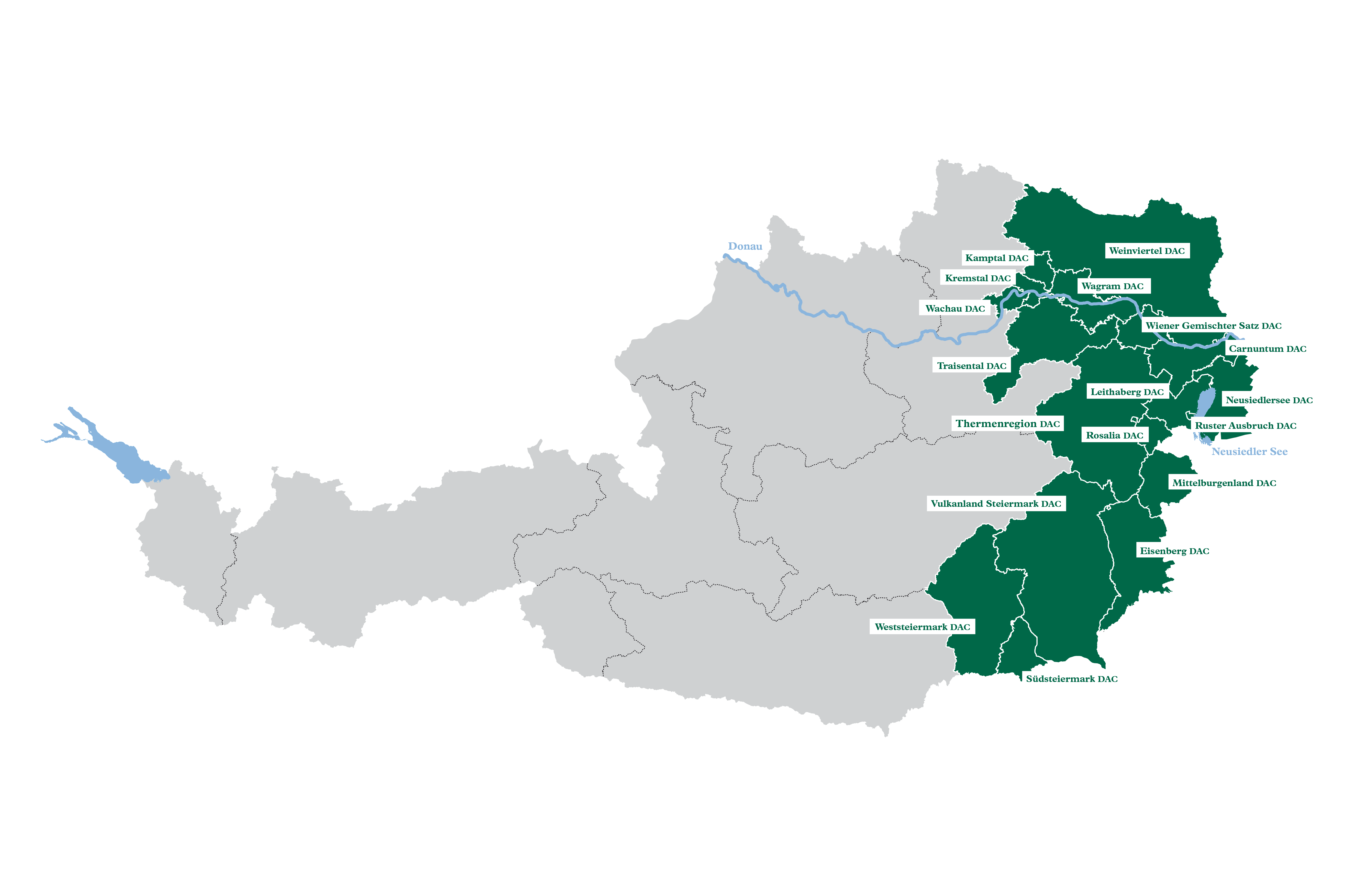
DAC-Gebiete, Stand Mai 2023

Districtus Austriae Controllatus (DAC) ist eine Herkunftsbezeichnung für gebietstypische Qualitätsweine aus Österreich.

## Ausbau der Herkunftsbezeichnungen in Österreich
Mit der Herkunft Weinviertel DAC wurde für den Weinjahrgang 2002 erstmals eine gesetzlich kontrollierte Herkunftsbezeichnung eingeführt. Seither werden unter dieser Bezeichnung besonders gebietstypische Qualitätsweine der Sorte Grüner Veltliner vermarktet. In der Folgezeit wurden für weitere österreichische Weinbaugebiete DAC-Weine definiert. Aktuell gibt es 18 DAC-Gebiete.

## Hintergrund der Einführung des DAC-Systems
International unterscheidet man zwischen dem romanischen und dem germanischen Weinrecht. Während beim germanischen Weinrecht (Deutschland, Österreich vor Einführung der ersten DAC mit Jahrgang 2002) traditionell die Sortenbezeichnung im Vordergrund steht, unterscheidet und charakterisiert das romanische Weinrecht (Italien, Frankreich, Spanien) die Weine nach Herkünften. Nachdem im romanischen System die Weine gemäß ihren Herkünften definiert sind, entspricht die Herkunft quasi einer Weinbeschreibung. Im germanischen Weinrecht hingegen sind mit den einzelnen Herkünften keine spezifischen Weinstile definiert.
Mit der Einführung des DAC-Systems folgt Österreich dem romanischen Bezeichnungsmodell. Nicht mehr primär die Sorten, sondern eindeutig definierte gebietstypische Merkmale stehen bei der Vermarktung im Vordergrund. Österreich verfolgt damit das Ziel, die Herkünfte stärker zu betonen und im internationalen Vergleich ein Wettbewerbsvorteil zu bilden. Angesprochen auf die Frage „Welchen Wein haben Sie getrunken?“ reagieren Konsumenten hinsichtlich der Produkte aus romanischen Ländern mit der Antwort „Einen Bordeaux“ oder „Einen Rioja“. Hinsichtlich österreichischer Weine antworteten Konsumenten bislang „Einen Grünen Veltliner“ oder „Einen Blaufränkisch“. Nach Forcierung der DAC-Herkünfte wird die Antwort hingegen lauten: „Einen Weinviertel DAC“ oder einen „Leithaberg DAC“. Es handelt sich dabei um Weine, die geschmacklich unverkennbar typisch für das jeweilige Weinbaugebiet sind. Der Vorteil des DAC-Systems besteht darin, dass Herkunft unverwechselbar macht, während Sorten wie Riesling und Pinot Blanc, aber auch typisch österreichische Sorten wie Grüner Veltliner oder Blaufränkisch auch aus anderen Ländern stammen können.

## Entstehung einer DAC-Herkunftsbezeichnung
In Österreich gibt es 17 spezifische Weinbaugebiete: Wachau, Kremstal, Kamptal, Traisental, Wagram, Weinviertel, Carnuntum, Thermenregion, Neusiedlersee, Leithaberg (hier gibt es 2 DACs), Rosalia, Mittelburgenland, Eisenberg, Vulkanland Steiermark, Südsteiermark, Weststeiermark und Wien. Seit Einführung des ersten DAC-Weins arbeiten die Weinbauverantwortlichen aller spezifischen Weinbaugebiete an einer Profilierung mit herkunftstypischen Terroir-Weinen. Als erster Schritt werden Fokus-Sorten und gebietstypische Weinstile definiert. Wenn die Weinbauverantwortlichen eines Gebietes zur Ansicht gelangen, dass sein Fokus klar ist und eine oder mehrere Sorten für das Gebiet repräsentativ sein sollen, kann das Regionale Weinkomitee über das Nationale Weinkomitee den DAC-Status eines Gebiets mit einem oder mehreren herkunftstypischen DAC-Weinen beim Landwirtschaftsministerium beantragen. Bislang wurden 15 DAC-Weinbaugebiete per Verordnung in den Gesetzesrang erhoben. In den betreffenden Gebieten dürfen die herkunftstypischen Weine mit dem Namen des Gebiets und dem Zusatz „DAC“ bezeichnet werden. Alle anderen Qualitätsweine tragen als Herkunftsbezeichnung den Namen des Bundeslandes, in dem das DAC-Gebiet liegt (z. B. „Niederösterreich“ statt „Weinviertel“). Somit wird jedem Winzer einerseits viel Raum für Innovation gelassen, andererseits aber einige gebietstypische Herkunftsweine als Archetypen der österreichischen Weinstile propagiert.

## Österreichische DAC-Gebiete
Bisher wurden in Österreich per Ministeriumsverordnung die folgenden 18 DAC-Appellationen definiert (chronologische Reihung nach deren Einführung):
- Weinviertel DAC (ab Jahrgang 2002, Reserve: ab Jahrgang 2009)
- Mittelburgenland DAC (ab Jahrgang 2005)
- Traisental DAC (ab Jahrgang 2006)
- Kremstal DAC (ab Jahrgang 2007)
- Kamptal DAC (ab Jahrgang 2008)
- Leithaberg DAC (weiß: ab Jahrgang 2009, rot: ab Jahrgang 2008)
- Eisenberg DAC (ab Jahrgang 2009, Reserve: ab Jahrgang 2008)
- Neusiedlersee DAC (Klassik: ab Jahrgang 2011, Reserve: ab Jahrgang 2010)
- Wiener Gemischter Satz DAC (ab Jahrgang 2013)
- Rosalia DAC (ab Jahrgang 2017)
- Vulkanland Steiermark DAC (ab Jahrgang 2018)
- Südsteiermark DAC (ab Jahrgang 2018)
- Weststeiermark DAC (ab Jahrgang 2018)
- Carnuntum DAC (ab Jahrgang 2019)
- Wachau DAC (ab Jahrgang 2020)
- Ruster Ausbruch DAC (eingeführt 2020)
- Wagram DAC (ab Jahrgang 2021)
- Thermenregion DAC (ab Jahrgang 2023)

Die Weinbauverantwortlichen dieser Gebiete haben beschlossen, den Namen des Gebietes (bzw. des Weinstils im Falle von Wien und der Stadt Rust) nur für einen oder mehrere besonders gebietstypische Weine zu verwenden und alle anderen Weine nur unter dem Weingutsnamen und dem Namen des jeweiligen Bundeslandes zu etikettieren.

### Weinviertel DAC

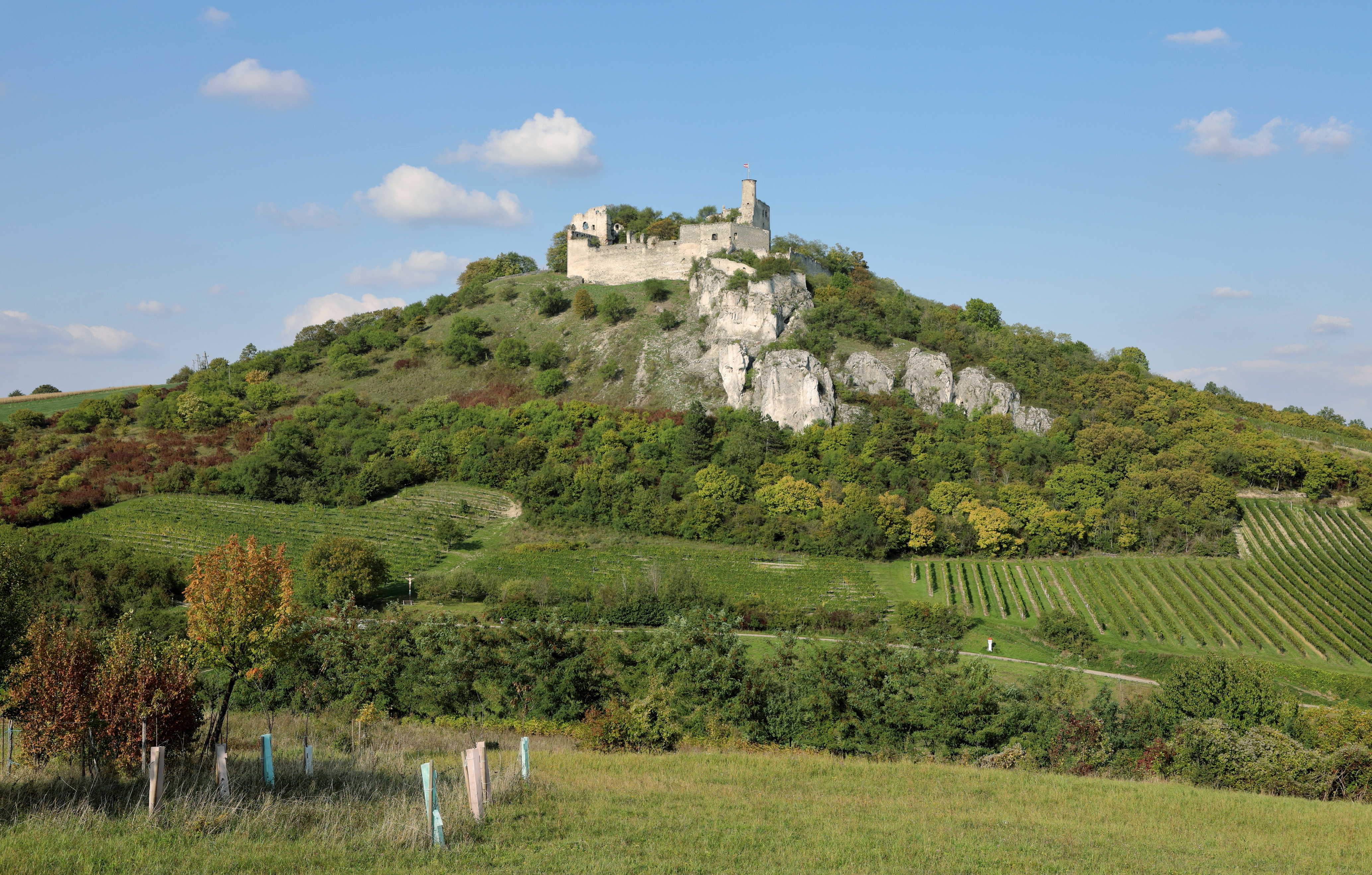
Weinlandschaft bei Falkenstein (Weinviertel)

Weinviertel DAC wurde als erstes DAC-Gebiet mit dem Weinjahrgang 2002 eingeführt. Weinviertel DAC ist die Bezeichnung für herkunftstypische Qualitätsweine aus dem Weinbaugebiet Weinviertel. Die solcherart bezeichneten Weine müssen aus der Qualitätswein-Rebsorte Grüner Veltliner hergestellt sein, die Trauben dafür müssen ausschließlich im Weinbaugebiet Weinviertel geerntet werden. Die Weine dürfen in den Kategorien „Weinviertel DAC“ und „Weinviertel DAC Reserve“ auf den Markt kommen.

#### Weine: Weinviertel DAC
Weine dieser Kategorie weisen eine hell- bis grüngelbe Farbe auf und im Geruch ein typisches Sortenbouquet. Der Geschmack ist per Definition fruchtig sowie würzig-pfeffrig und darf weder einen Holz- noch Botrytiston aufweisen. Ein Weinviertel DAC ist ein trockener Grüner Veltliner, der Gehalt an unvergorenem Zucker darf maximal 6 g/l betragen. Der Alkoholgehalt von Weinviertel DAC-Weinen liegt zwischen 12 und 13 % vol.

#### Weine: Weinviertel DAC Reserve
Weinviertel DAC Reserve-Weine sind Grüne Veltliner der Premiumstufe. Ebenso wie für Weinviertel DAC-Weine gilt auch für Weinviertel DAC Reserve, dass er das eindeutige gebietstypische Geschmacksprofil eines Grünen Veltliners aus dem Weinviertel aufweisen muss. Darüber hinaus müssen Weinviertel DAC Reserve-Weine folgende Charakteristika aufweisen: trocken, dichte Weinstruktur, langer Abgang und kräftige Stilistik. Ein zarter Botrytis- und Holzton ist zulässig. Der Alkoholgehalt liegt bei mindestens 13 % vol. Ein Antrag zur Erlangung der staatlichen Prüfnummer für Weine mit der Verkehrsbezeichnung „Weinviertel DAC Reserve“ darf nicht vor dem 15. März des auf die Ernte folgenden Jahres gestellt werden. Weinviertel DAC Reserve-Weine werden seit dem Weinjahrgang 2009 angeboten.

#### Weine: Weinviertel DAC Große Reserve
Seit 2020 existiert die Kategorie „Weinviertel DAC Große Reserve“. Die Anforderungen sind deckungsgleich mit jenen der Reserve-Kategorie, jedoch ist eine längere Lagerzeit vorgeschrieben. Das früheste Datum zur Einreichung zur staatlichen Prüfnummer ist der 1. November des auf die Ernte folgenden Jahres.

### Mittelburgenland DAC

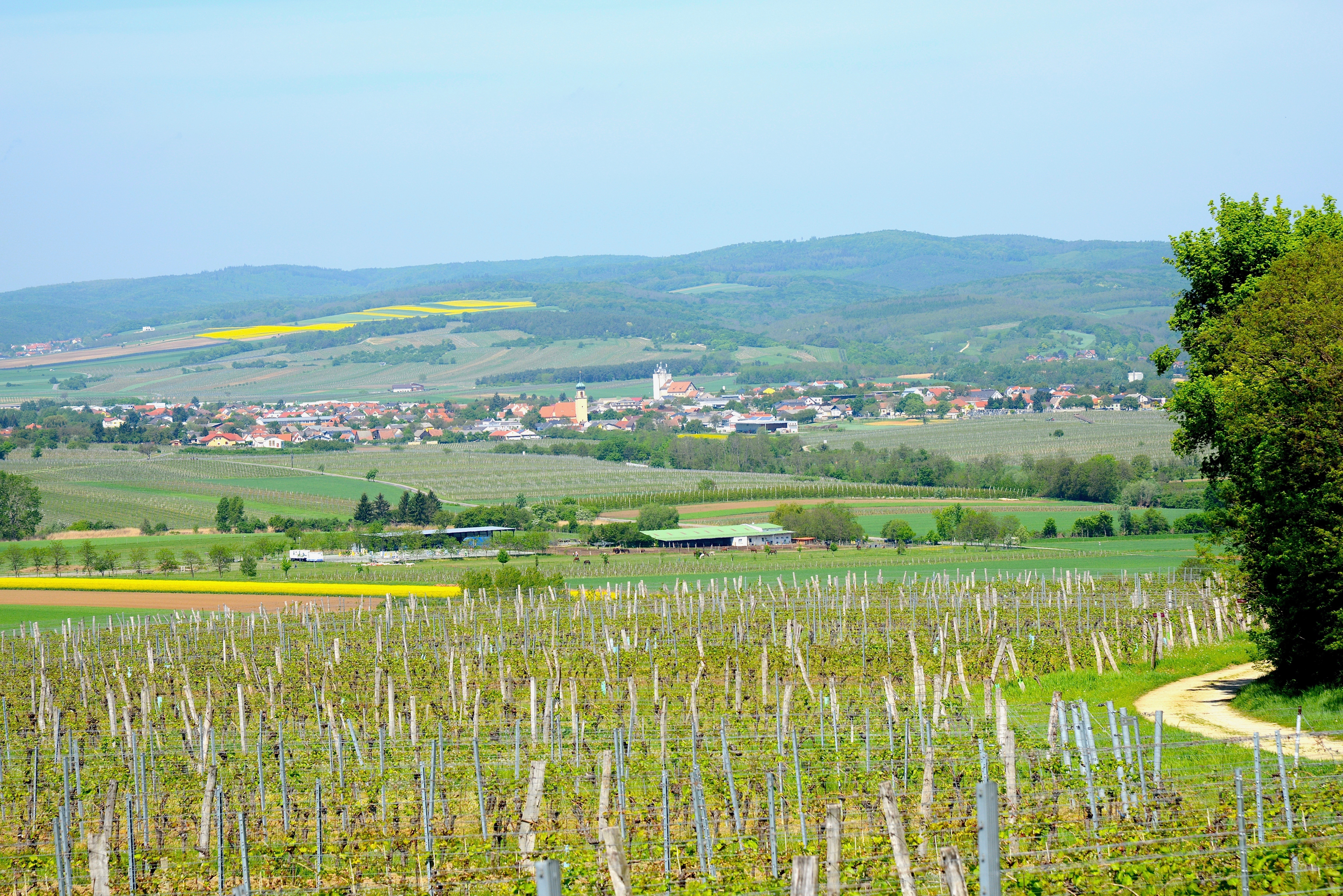
Weinlandschaft bei Horitschon (Mittelburgenland)

Die Herkunftsbezeichnung „Mittelburgenland DAC“ besteht seit dem Weinjahrgang 2005. Mittelburgenland DAC ist die Bezeichnung für herkunftstypische Qualitätsweine aus dem Weinbaugebiet Mittelburgenland, wo der Blaufränkisch die dominierende Sorte ist. Die solcherart bezeichneten Weine müssen aus der Qualitätswein-Rebsorte Blaufränkisch hergestellt sein, deren Trauben ausschließlich im Weinbaugebiet Mittelburgenland (politischer Bezirk Oberpullendorf) geerntet wurden. Der Äpfelsäuregehalt darf höchstens 0,5 g/l sein und der Gehalt an unvergorenem Zucker darf maximal 2,5 g/l betragen. Die Weine kommen in den Kategorien „Mittelburgenland DAC“, „Mittelburgenland DAC“ mit Riedenbezeichnung und „Mittelburgenland DAC Reserve“ auf den Markt. Ihr Geschmack und ihre Charakteristik ist als „sortentypisch, fruchtig, würzig und kräftig“ definiert.

#### Weine: Mittelburgenland DAC (unter allfälliger Angabe der Zusatzbezeichnung „Classic“)
In dieser Kategorie erfolgt der Ausbau der Weine in traditionellen großen Eichenfässern (wobei die Weine keinen bis kaum merklichen Holzton aufweisen dürfen) oder im Stahltank. Der Alkoholgehalt beträgt mindestens 12,5 % vol. und maximal 13 % vol. Die Weine dieser Kategorie dürfen nicht vor dem 1. August des auf die Ernte folgenden Jahres an Verbraucher abgegeben werden.

#### Weine: Mittelburgenland DAC mit Angabe einer Riede
In dieser Kategorie erfolgt der Ausbau der Weine in traditionellen großen Eichenfässern oder in gebrauchten Barriques (wobei die Weine keinen oder höchstens einen leichten Holzton aufweisen). Der Alkoholgehalt beträgt mindestens 13 % vol. und maximal 13,5 % vol. Die Weine dieser Kategorie dürfen nicht vor dem 1. Oktober des auf die Ernte folgenden Jahres an Verbraucher abgegeben werden.

#### Weine: Mittelburgenland DAC Reserve
In dieser Kategorie erfolgt der Ausbau der Weine in traditionellen großen Eichenfässern oder in Barriques (wobei die Weine per definitionem einen merkbaren bis dominierenden Holzton aufweisen). Der Alkoholgehalt beträgt mindestens 13 % vol. Die Weine dieser Kategorie dürfen nicht vor dem 1. März des auf die Ernte zweitfolgenden Jahres an Verbraucher abgegeben werden.

### Traisental DAC

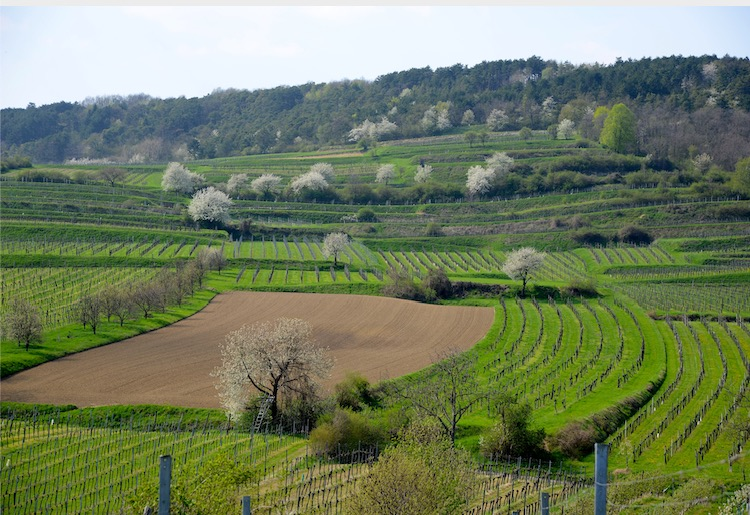
Weinlandschaft bei Inzersdorf ob der Traisen (Traisental)

Die Herkunftsbezeichnung „Traisental DAC“ besteht seit dem Weinjahrgang 2006. Traisental DAC ist die Bezeichnung für herkunftstypische Qualitätsweine aus dem Weinbaugebiet Traisental, wo der Grüne Veltliner und der Riesling die dominierenden Sorten sind. Die solcherart bezeichneten Weine müssen aus der Qualitätswein-Rebsorte Grüner Veltliner oder Riesling hergestellt sein, deren Trauben ausschließlich aus im Weinbaugebiet Traisental geerntet wurden. Sie werden in den Kategorien „Traisental DAC“, „Traisental DAC“ mit Ortsangabe, „Traisental DAC“ mit Riedenbezeichnung oder „Traisental DAC Reserve“ vermarktet.

#### Weine: Traisental DAC (Gebietswein)
Weine dieser Kategorie haben folgende Charakteristik aufzuweisen: keine Botrytisdominanz, ausgewogen und in der Dichte der Typizität des angegebenen Weinjahrgangs entsprechend. Der Alkoholgehalt beträgt mindestens 11,5 % vol. Der Gehalt an unvergorenem Zucker hat der Bezeichnung „trocken“ zu entsprechen.

#### Weine: Traisental DAC mit Ortsangabe (Ortswein)
Weine dieser Kategorie haben folgende Charakteristik aufzuweisen: keine Botrytisdominanz, ausgewogen und in der Dichte der Typizität des angegebenen Jahrgangs entsprechend. Der Alkoholgehalt beträgt mindestens 12 % vol.

#### Weine: Traisental DAC mit Ortsangabe und Riedenbezeichnung (Riedenwein)
Weine dieser Kategorie haben folgende Charakteristik aufzuweisen: keine Botrytisdominanz, ausgewogen und in der Dichte der Typizität des angegebenen Jahrgangs entsprechend. Der Alkoholgehalt beträgt mindestens 12,5 % vol.

#### Weine: Traisental DAC Reserve
Weine dieser Kategorie haben folgende Charakteristik aufzuweisen: kräftige Stilistik, ausgeprägter Gebietscharakter, dicht und lang im Abgang; ein zarter Botrytis- und Holzton ist zulässig. Der Alkoholgehalt beträgt mindestens 13 % vol.

### Kremstal DAC

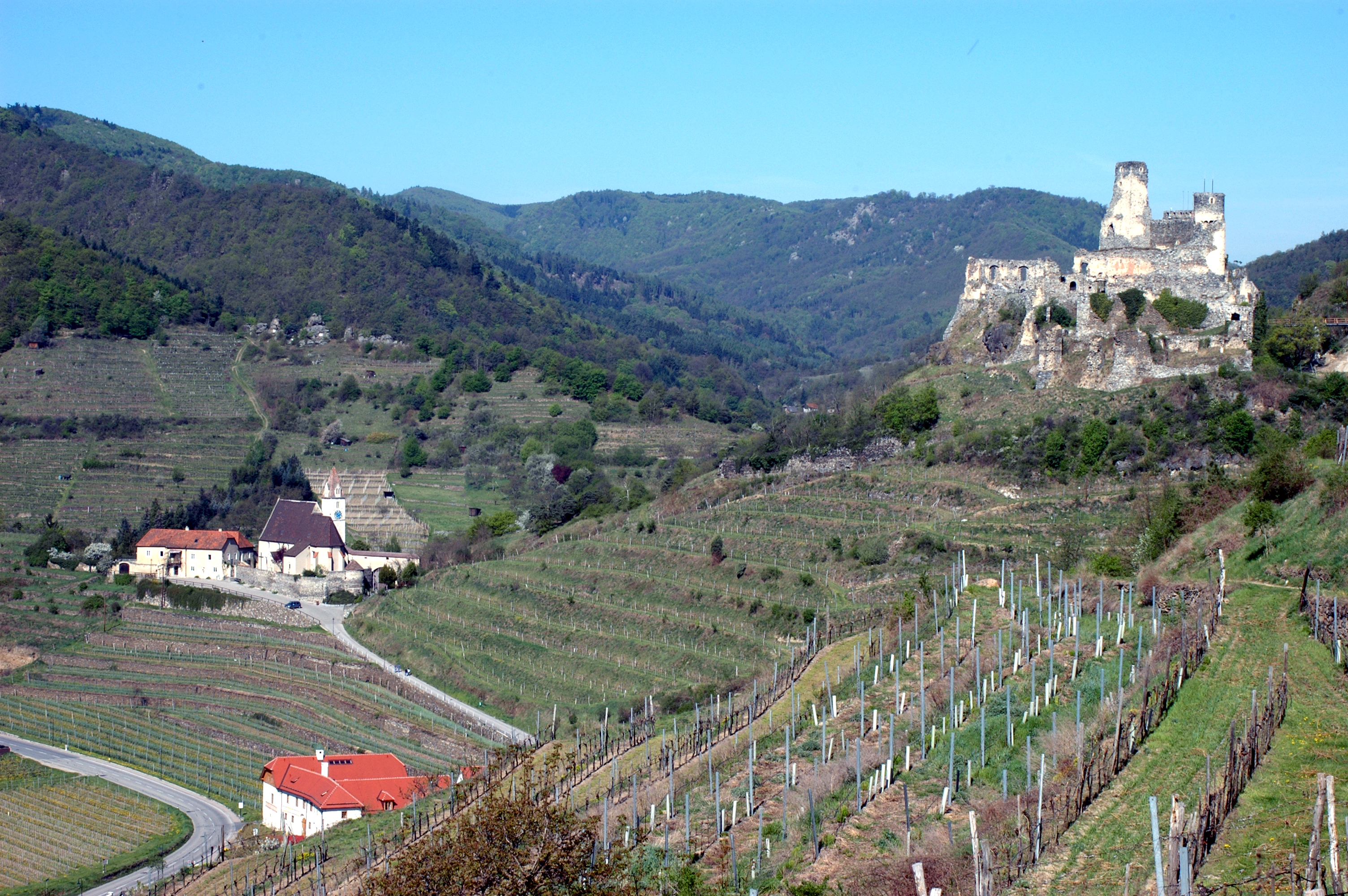
Weinlandschaft vor der Burgruine Senftenberg (Kremstal)

Die Herkunftsbezeichnung „Kremstal DAC“ besteht seit dem Weinjahrgang 2007. Kremstal DAC ist die Bezeichnung für herkunftstypische Qualitätsweine aus dem Weinbaugebiet Kremstal, wo der Grüne Veltliner und der Riesling die Leitsorten sind. Die solcherart bezeichneten Weine müssen aus der Qualitätswein-Rebsorte Grüner Veltliner oder Riesling hergestellt sein, deren Trauben im Weinbaugebiet Kremstal geerntet wurden. Sie kommen als „Kremstal DAC“, „Kremstal DAC“ mit Ortsangabe, „Kremstal DAC“ mit Riedenbezeichnung oder „Kremstal DAC Reserve“ auf den Markt.

#### Weine: Kremstal DAC (Gebietswein)
Weine dieser Kategorie haben folgende Charakteristik aufzuweisen: keine Botrytisdominanz, ausgewogen und in der Dichte der Typizität des angegebenen Jahrgangs entsprechend. Der Alkoholgehalt beträgt mindestens 11,5 % vol.

#### Weine: Kremstal DAC mit Ortsangabe (Ortswein)
Weine dieser Kategorie haben folgende Charakteristik aufzuweisen: keine Botrytisdominanz, ausgewogen und in der Dichte der Typizität des angegebenen Jahrgangs entsprechend. Der Alkoholgehalt beträgt mindestens 12 % vol.

#### Weine: Kremstal DAC mit Ortsangabe und Riedenbezeichnung (Riedenwein)
Weine dieser Kategorie haben folgende Charakteristik aufzuweisen: keine Botrytisdominanz, ausgewogen und in der Dichte der Typizität des angegebenen Jahrgangs entsprechend. Der Alkoholgehalt beträgt mindestens 12,5 % vol.

#### Weine: Kremstal DAC Reserve
Weine dieser Kategorie haben folgende Charakteristik aufzuweisen: kräftige Stilistik, ausgeprägten Gebietscharakter, dicht und lang im Abgang; ein zarter Botrytis- und Holzton ist zulässig. Der Alkoholgehalt beträgt mindestens 13 % vol.

### Kamptal DAC

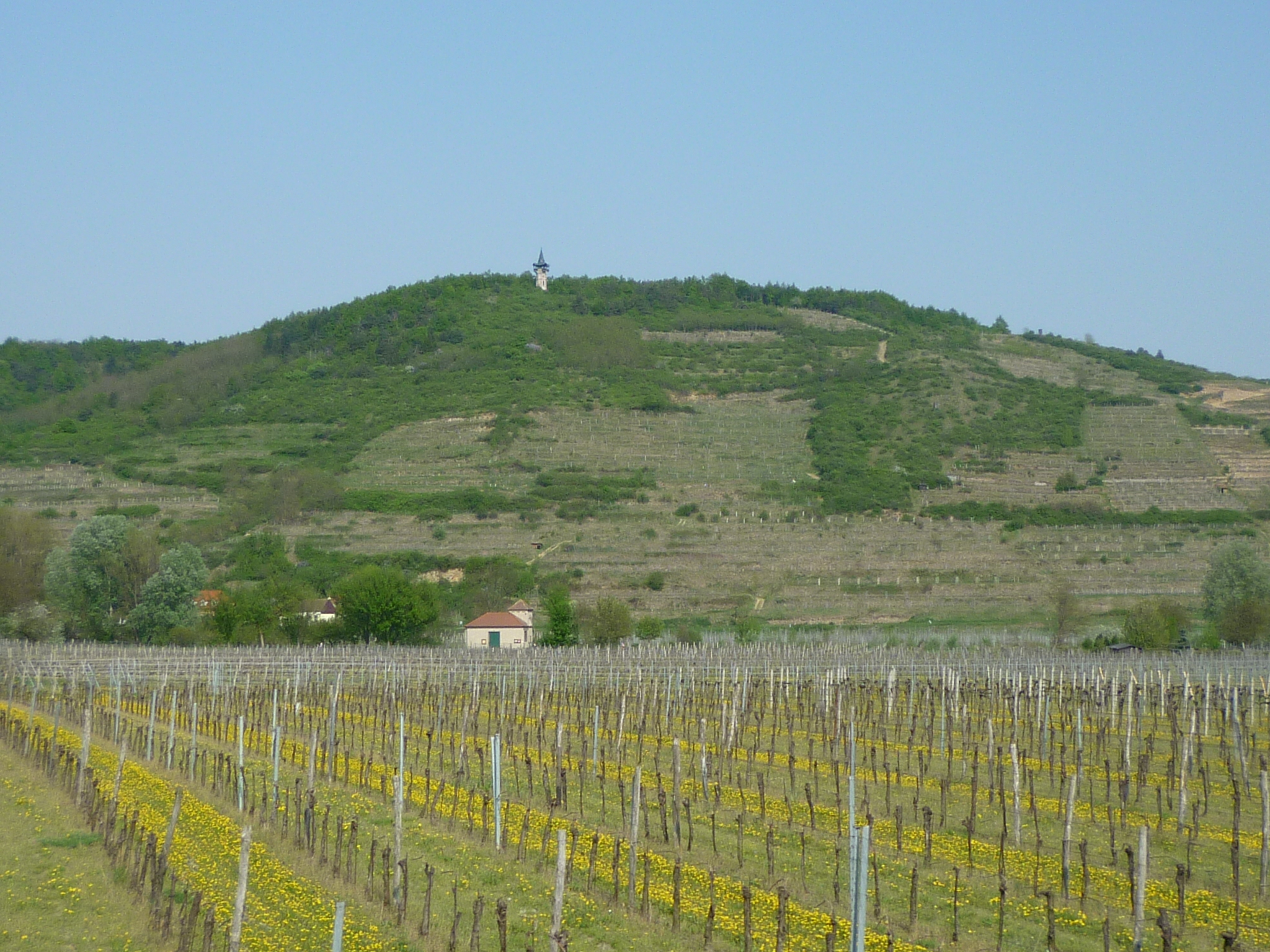
Heiligenstein (Kamptal)

Die Herkunftsbezeichnung „Kamptal DAC“ besteht seit dem Weinjahrgang 2008. Kamptal DAC ist die Bezeichnung für herkunftstypische Qualitätsweine aus dem Weinbaugebiet Kamptal, wo der Grüne Veltliner und der Riesling die Leitsorten sind. Die solcherart bezeichneten Weine müssen aus der Qualitätswein-Rebsorte Grüner Veltliner oder Riesling hergestellt sein, deren Trauben ausschließlich im Weinbaugebiet Kamptal geerntet wurden. Sie werden in den Kategorien „Kamptal DAC“, „Kamptal DAC“ mit Ortsangabe, „Kamptal DAC“ mit Riedenbezeichnung oder „Kamptal DAC Reserve“ vermarktet.

#### Weine: Kamptal DAC (Gebietswein)
Weine dieser Kategorie haben folgende Charakteristik aufzuweisen: keine Botrytisdominanz, ausgewogen und in der Dichte der Typizität des angegebenen Jahrgangs entsprechend. Der Alkoholgehalt beträgt mindestens 11,5 % vol.

#### Weine: Kamptal DAC mit Ortsangabe (Ortswein)
Weine dieser Kategorie haben folgende Charakteristik aufzuweisen: keine Botrytisdominanz, ausgewogen und in der Dichte der Typizität des angegebenen Jahrgangs entsprechend. Der Alkoholgehalt beträgt mindestens 12 % vol.

#### Weine: Kamptal DAC mit Ortsangabe und Riedenbezeichnung (Riedenwein)
Weine dieser Kategorie haben folgende Charakteristik aufzuweisen: keine Botrytisdominanz, ausgewogen und in der Dichte der Typizität des angegebenen Jahrgangs entsprechend. Der Alkoholgehalt beträgt mindestens 12,5 % vol.

#### Weine: Kamptal DAC Reserve
Weine dieser Kategorie haben folgende Charakteristik aufzuweisen: kräftige Stilistik, ausgeprägten Gebietscharakter, dicht und lang im Abgang; ein zarter Botrytis- und Holzton ist zulässig. Der Alkoholgehalt beträgt mindestens 13 % vol.

### Leithaberg DAC

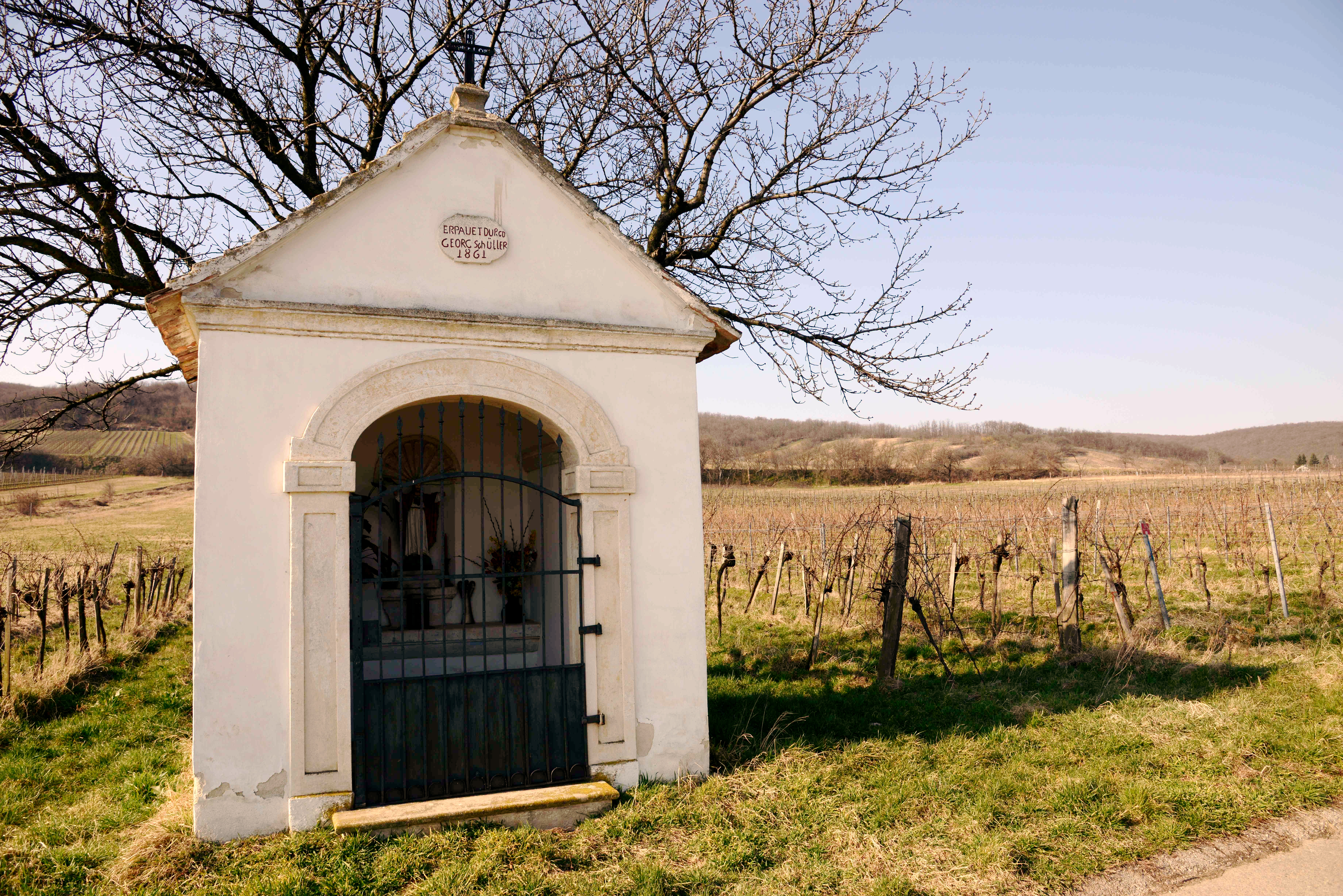
Ried Streifling am Leithagebirge bei Purbach (Leithaberg)

Seit dem 1. September 2010 werden herkunftstypische Qualitätsweine aus dem Weinbaugebiet Leithaberg (politischer Bezirk Eisenstadt Umgebung, Freistadt Eisenstadt und politische Gemeinden Jois und Winden) unter der Bezeichnung „Leithaberg DAC“ vermarktet. Auf die Einführung von „Leithaberg DAC Rot“ für den Jahrgang 2008 folgte die Einführung von „Leithaberg DAC Weiß“ für den Jahrgang 2009. Sowohl weißer als auch roter Leithaberg DAC gibt es ohne nähere Herkunftsbezeichnung (Gebietswein) oder mit näherer Herkunftsbezeichnung (Orts- bzw. Riedenwein).
Wegen der im Gebiet vorhandenen Sortenvielfalt wurde für Leithaberg DAC eine entsprechende Anzahl an Sorten zugelassen. Die Weine müssen ausschließlich aus Trauben bereitet worden sein, die im Weinbaugebiet Leithaberg geerntet wurden. Der Alkoholgehalt muss mindestens 12,5 % vol. betragen. Die Weine haben per definitionem folgende Charakteristik aufzuweisen: Im Geschmack regionstypisch, engmaschig, würzig, elegant und mineralisch, es darf kein bis kaum merkbarer Holzton verspürbar sein. Vom Geruch her müssen sie ein regionstypisches Bouquet aufweisen, weiters sollen sie fruchtig, würzig und frisch sein bei zugleich untergeordneter Primärfrucht.

#### Weine: Leithaberg DAC Rot
Er besteht immer aus der Sorte Blaufränkisch und muss einen Gehalt an unvergorenem Zucker von weniger als 2,5 g/l aufweisen. Die Einreichung zur Erlangung der staatlichen Prüfnummer darf ab 1. Mai des auf die Ernte folgenden Jahres (Gebietswein) bzw. 1. Mai des zweiten auf die Ernte folgenden Jahres (Orts- bzw. Riedenwein) erfolgen.

#### Weine: Leithaberg DAC Weiß
Leithaberg DAC Weißweine müssen aus den Qualitätswein-Rebsorten Pinot Blanc (Weißburgunder), Chardonnay, Neuburger, Grüner Veltliner oder aus einem Verschnitt dieser Rebsorten bereitet worden sein. Der Gehalt an unvergorenem Zucker muss der Bezeichnung „trocken“ entsprechen. Weißer Leithaberg DAC darf ab 1. Februar (Gebietswein) oder 1. Mai (Orts- bzw. Riedenwein) des auf die Ernte folgenden Jahres zur Erlangung der staatlichen Prüfnummer eingereicht werden.

### Eisenberg DAC

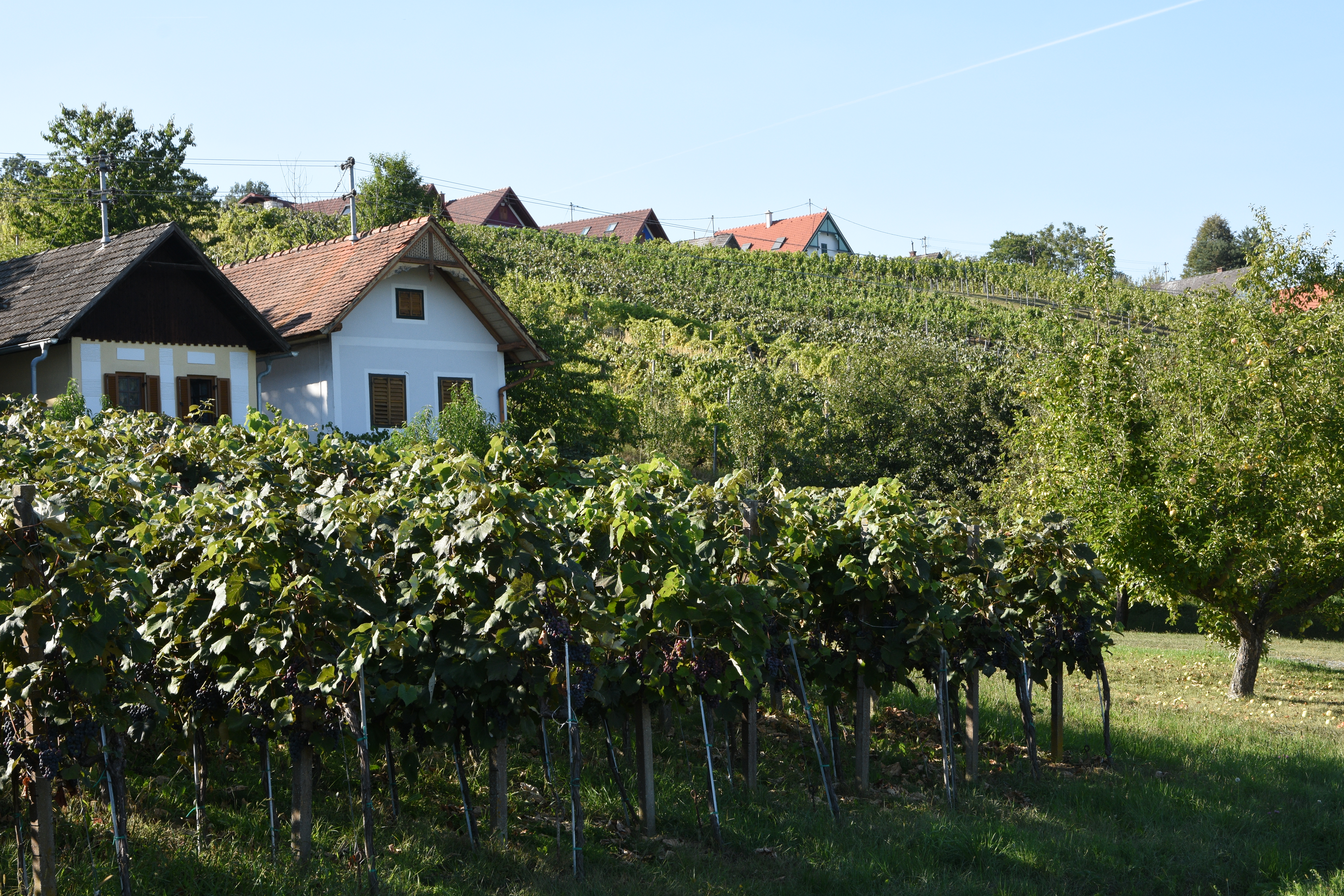
Der Gaaser Weinberg mit für die Region typischen Kellerstöckeln in Eberau (Eisenberg)

Die Herkunftsbezeichnung „Eisenberg DAC“ besteht seit dem Jahrgang 2009. Eisenberg DAC ist die Bezeichnung für herkunftstypische Qualitätsweine aus dem Weinbaugebiet Eisenberg (politische Bezirke Oberwart, Güssing und Jennersdorf). Hier ist der Blaufränkische die Leitsorte. Die solcherart bezeichneten Weine müssen aus der Qualitätswein-Rebsorte Blaufränkisch oder Welschriesling (nur bei Angabe einer Ried) hergestellt sein, deren Trauben ausschließlich im Weinbaugebiet Eisenberg geerntet wurden. Jeglicher Verschnitt mit einer anderen Rebsorte ist unzulässig. Mit der Weinrecht-Sammelverordnung 2023 wurde die Kategorie „Reserve“ gestrichen und der Welschriesling für Eisenberg DAC mit Riedenbezeichnung (Riedenwein) zugelassen.

#### Weine: Eisenberg DAC ohne die Angabe einer kleineren geographischen Einheit (Gebietswein)
Weine dieser Kategorie dürfen nur aus der Rebsorte Blaufränkisch bestehen. Der Gehalt an unvergorenem Zucker darf maximal 4 g/l betragen. Die Weine dürfen nicht vor dem 1. September des auf die Ernte folgenden Jahres an Verbraucher abgegeben werden.

#### Weine: Eisenberg DAC mit Angabe des Namens eines Gemeindeteils (Ortswein)
Die zugelassenen Sorten für diese Kategorie sind Blaufränkisch und Welschriesling.

#### Weine: Eisenberg DAC mit Angabe einer Ried (Riedenwein)
Die zugelassenen Sorten für diese Kategorie sind Blaufränkisch und Welschriesling. Der Gehalt an unvergorenem Zucker darf maximal 4 g/l betragen. Die Weine dürfen nicht vor dem 1. September des zweiten auf die Ernte folgenden Jahres an Verbraucher abgegeben werden.

### Neusiedlersee DAC

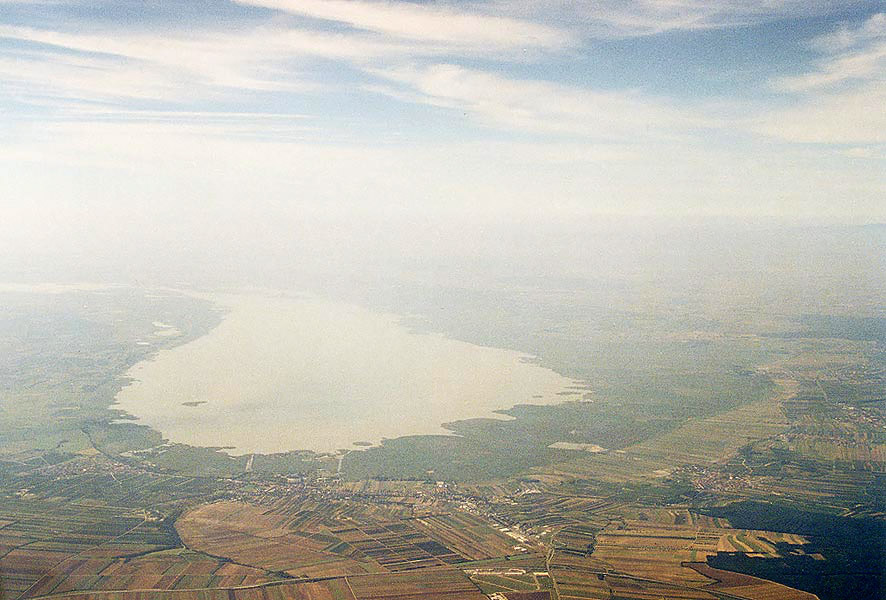
Der Neusiedler See vom Norden gesehen mit umgebender Kulturlandschaft (Neusiedlersee)

Die Herkunftsbezeichnung „Neusiedlersee DAC“ besteht seit dem Weinjahrgang 2011 und wurde im Oktober 2020 auch für Süßweine geöffnet. Neusiedlersee DAC ist die Bezeichnung für herkunftstypische Qualitätsweine aus dem Weinbaugebiet Neusiedlersee, wo der Zweigelt die Haupt- und Leitsorte ist. Die Weine müssen ausschließlich aus Trauben bereitet worden sein, die im Weinbaugebiet Neusiedlersee geerntet wurden. Der politische Bezirk Neusiedl am See mit Ausnahme der Gemeinden Winden und Jois bildet das Weinbaugebiet Neusiedlersee.

#### Weine: Neusiedlersee DAC

##### Trockene Weine
Weine dieser Kategorie werden aus Zweigelt bereitet (ein bezeichnungsunschädlicher Verschnitt von 15 % ist zu tolerieren) und haben folgende Gebietscharakteristik aufzuweisen: im Geschmack sortentypisch, fruchtig und würzig, im Geruch müssen sie das typische Sortenbouquet aufweisen, die Farbe ist ein gedecktes kräftiges Rot. Der Ausbau der Weine erfolgt „klassisch“ in Holzfässern oder in Stahltanks. Der Alkoholgehalt muss mindestens 12 % vol. betragen und der Gehalt an unvergorenem Zucker maximal 4 g/l. Der Antrag zur Erlangung der staatlichen Prüfnummer darf ab dem 1. Februar des auf die Ernte folgenden Jahres gestellt werden.

##### Süßweine (fruchtsüß)
Süße Neusiedlersee DAC dürfen aus allen weißen Qualitätsweinrebsorten hergestellt werden und müssen den Kriterien einer Spätlese oder Auslese entsprechen. Der Gehalt an unvergorenem Zucker hat mind. 45,0 g je Liter zu betragen. Der Antrag zur Erlangung der staatlichen Prüfnummer kann ab dem 1. Jänner des auf die Ernte folgenden Jahres gestellt werden. Die Angabe der engeren Herkunft „Seewinkel“ ist erlaubt, wenn die Trauben aus den Gemeinden Apetlon, Illmitz und/oder Podersdorf stammen.

#### Weine: Neusiedlersee DAC Reserve

##### Trockene Weine
Neusiedlersee DAC Reserve-Weine sind vielschichtige, kräftige Zweigelt (ein bezeichnungsunschädlicher Verschnitt von 15 % ist zu tolerieren) mit einem klaren Aromaspektrum von der Schwarzkirsche über Brombeere bis hin zu Holunderbeeren. Weine dieser Kategorie haben folgende Charakteristik aufzuweisen: im Geschmack sortentypisch, fruchtig, würzig und kräftig, im Geruch müssen sie das typische Sortenbouquet aufweisen, die Farbe ist ein gedecktes kräftiges Rot. Der Ausbau der Weine erfolgt in traditionellen großen Holzfässern oder in Barriques. Der Alkoholgehalt muss mindestens 13 % vol. betragen. Der Gehalt an unvergorenem Zucker darf maximal 4 g/l betragen. Der Antrag zur Erlangung der staatlichen Prüfnummer kann ab dem 1. Februar des zweiten auf die Ernte folgenden Jahres gestellt werden.

##### Süßweine (edelsüß)
Neusiedlersee DAC Reserve in edelsüßer Variante darf aus allen weißen Qualitätsweinrebsorten hergestellt werden und muss den Kriterien einer Beerenauslese oder Trockenbeerenauslese entsprechen. Der Gehalt an unvergorenem Zucker hat mind. 45,0 g je Liter zu betragen. Der Antrag zur Erlangung der staatlichen Prüfnummer kann ab dem 1. April des auf die Ernte folgenden Jahres gestellt werden. Die Angabe der engeren Herkunft „Seewinkel“ ist erlaubt, wenn die Trauben aus den Gemeinden Apetlon, Illmitz und/oder Podersdorf stammen.

### Wiener Gemischter Satz DAC

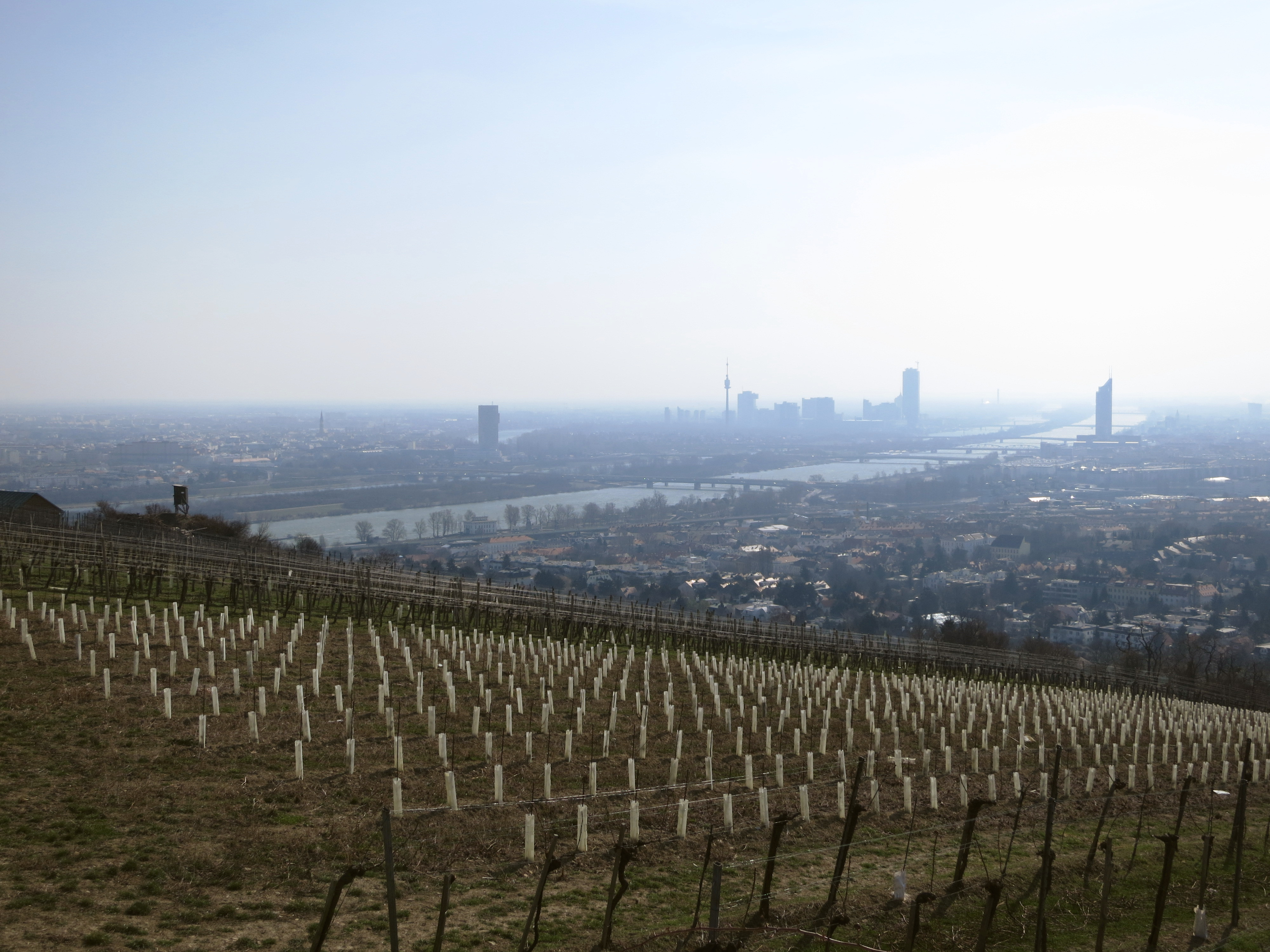
Ried Obere Schos am Nussberg mit Blick auf die Donau (Wien)

Die Herkunftsbezeichnung „Wiener Gemischter Satz DAC“ besteht seit dem Weinjahrgang 2013. Wiener Gemischter Satz DAC ist die Bezeichnung für herkunftstypische Qualitätsweine aus dem Weinbaugebiet Wien. Es handelt sich dabei immer um Weißweine. Die solcherart bezeichneten Weine müssen aus Wiener Weingärten stammen, die zumindest mit drei Rebsorten bepflanzt sein müssen, die gemeinsam gelesen und verarbeitet werden. Der größte Sortenanteil hat nicht höher als 50 % zu sein, der drittgrößte Sortenanteil hat zumindest 10 % zu umfassen. Die Weingärten müssen im Kataster des Wiener Rebflächenverzeichnisses als Wiener Gemischter Satz eingetragen sein. Wiener Gemischter Satz DAC kommt in drei Kategorien auf den Markt.

#### Weine: Wiener Gemischter Satz DAC ohne nähere Herkunftsbezeichnung als „Wien“ (Gebietswein)
Weine dieser Kategorie weisen keinen stark wahrnehmbaren Holzton auf und haben der Geschmacksangabe „trocken“ zu entsprechen. Der Alkoholgehalt beträgt maximal 12,5 % vol. Der Verkauf erfolgt ab dem 1. Dezember des Erntejahres.

#### Weine: Wiener Gemischter Satz DAC mit Angabe des Namens eines Gemeindeteils (Ortswein)
Der Alkoholgehalt beträgt mindestens 12,5 % vol. und der Wein muss der Geschmacksangabe „trocken“ entsprechen. Der Verkauf erfolgt ab dem 1. März des auf die Ernte folgenden Jahres.

#### Weine: Wiener Gemischter Satz DAC mit Angabe des Namens einer Ried (Riedenwein)
Der Alkoholgehalt beträgt mindestens 12,5 % vol. und der Wein muss der Geschmacksangabe „trocken“ oder „halbtrocken“ entsprechen. Der Verkauf erfolgt ab dem 1. Mai des auf die Ernte folgenden Jahres.

### Rosalia DAC

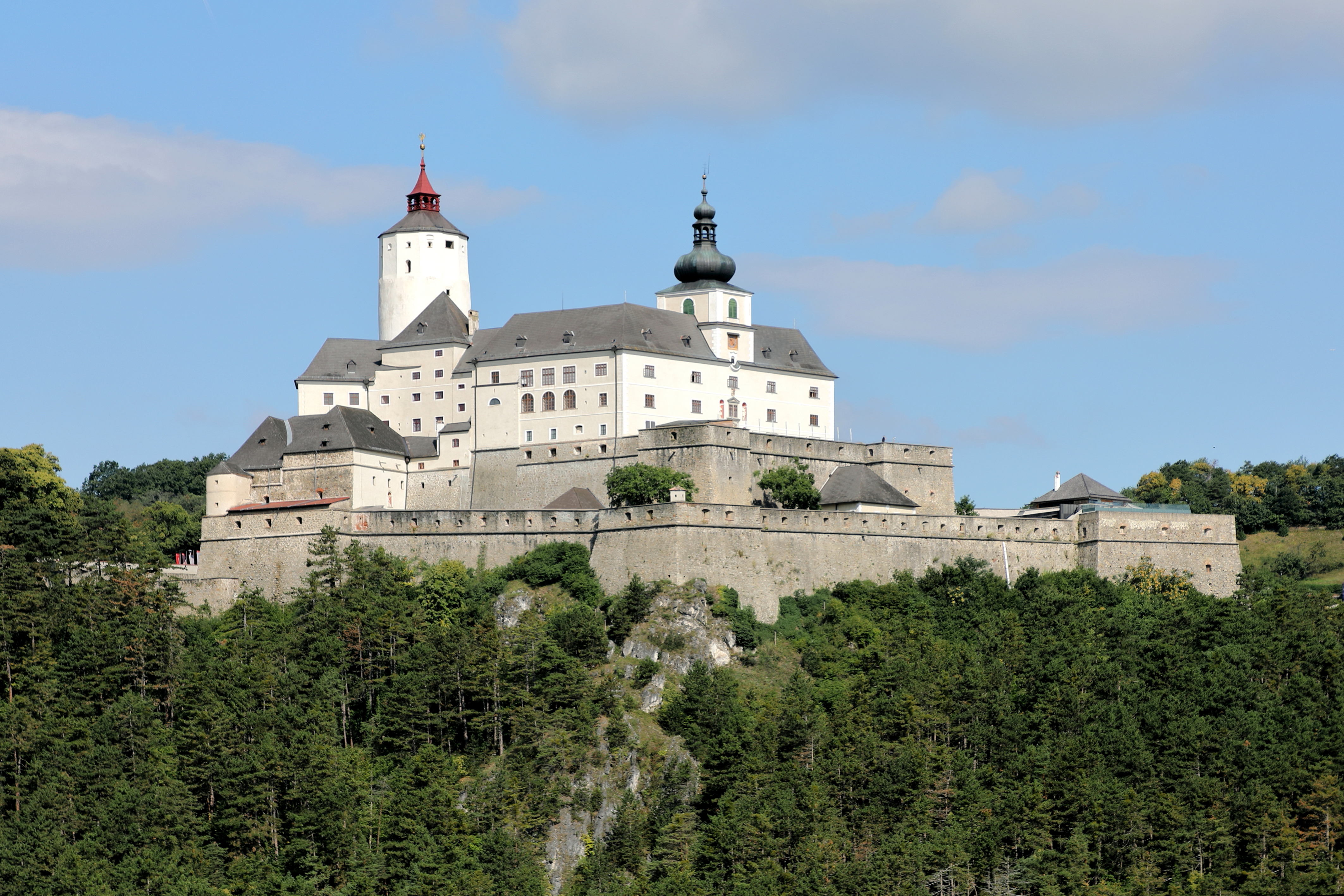
Die Burg Forchtenstein ist das markanteste Wahrzeichen im Rosaliengebirge, auf das sich der Terminus „Rosalia DAC“ bezieht (Weinbaugebiet Rosalia)

Die Herkunftsbezeichnung „Rosalia DAC“ besteht seit dem Weinjahrgang 2017. Rosalia DAC ist die Bezeichnung für herkunftstypische Qualitätsweine aus dem Weinbaugebiet Rosalia (politischer Bezirk Mattersburg). Die Trauben für die solcherart bezeichneten Weine müssen ausschließlich aus Trauben bereitet worden sein, die im Weinbaugebiet Rosalia geerntet wurden. Der Wein kann als Rot- oder Roséwein ohne nähere Herkunftsangabe (Gebietswein) oder mit Orts- oder Riedbezeichnung (Ortswein bzw. Riedenwein) in Verkehr gebracht werden.

#### Weine: Rosalia DAC
Weine dieser Kategorie müssen aus der Qualitätswein-Rebsorte Blaufränkisch oder Zweigelt bereitet worden sein, wobei ein bezeichnungsunschädlicher Verschnitt von 15 % zulässig ist. Sie haben folgende Charakteristik aufzuweisen: im Geschmack finessenreich, fruchtig, würzig und aromatisch, im Geruch müssen sie vielschichtig sein und das regionstypische Bouquet aufweisen, der Farbton ist ein kräftiges dunkles Rot. Der Alkoholgehalt muss mindestens 12 % vol. betragen und der Gehalt an unvergorenem Zucker maximal 4 g/l. Der Antrag zur Erlangung der staatlichen Prüfnummer darf ab dem 1. Jänner (Gebietswein) oder 1. November (Orts- bzw. Riedenwein) des auf die Ernte folgenden Jahres gestellt werden.

#### Weine: Rosalia DAC Rosé
Weine dieser Kategorie müssen aus einer oder mehreren roten Qualitätswein-Rebsorten bereitet worden sein. Sie haben folgende Charakteristik aufzuweisen: im Geschmack frisch, fruchtig und würzig, im Geruch müssen sie über ein Bouquet nach roten Beeren verfügen. Der Gehalt an unvergorenem Zucker hat der Bezeichnung „trocken“ zu entsprechen. Hinsichtlich des Alkoholgehalts gibt es keine Unter- oder Obergrenzen. Die Angabe einer näheren Herkunft, also Orts- oder Riedenbezeichnung ist zulässig. Der Antrag zur Erlangung der staatlichen Prüfnummer darf ab dem 1. Jänner des auf die Ernte folgenden Jahres gestellt werden.

### Vulkanland Steiermark DAC

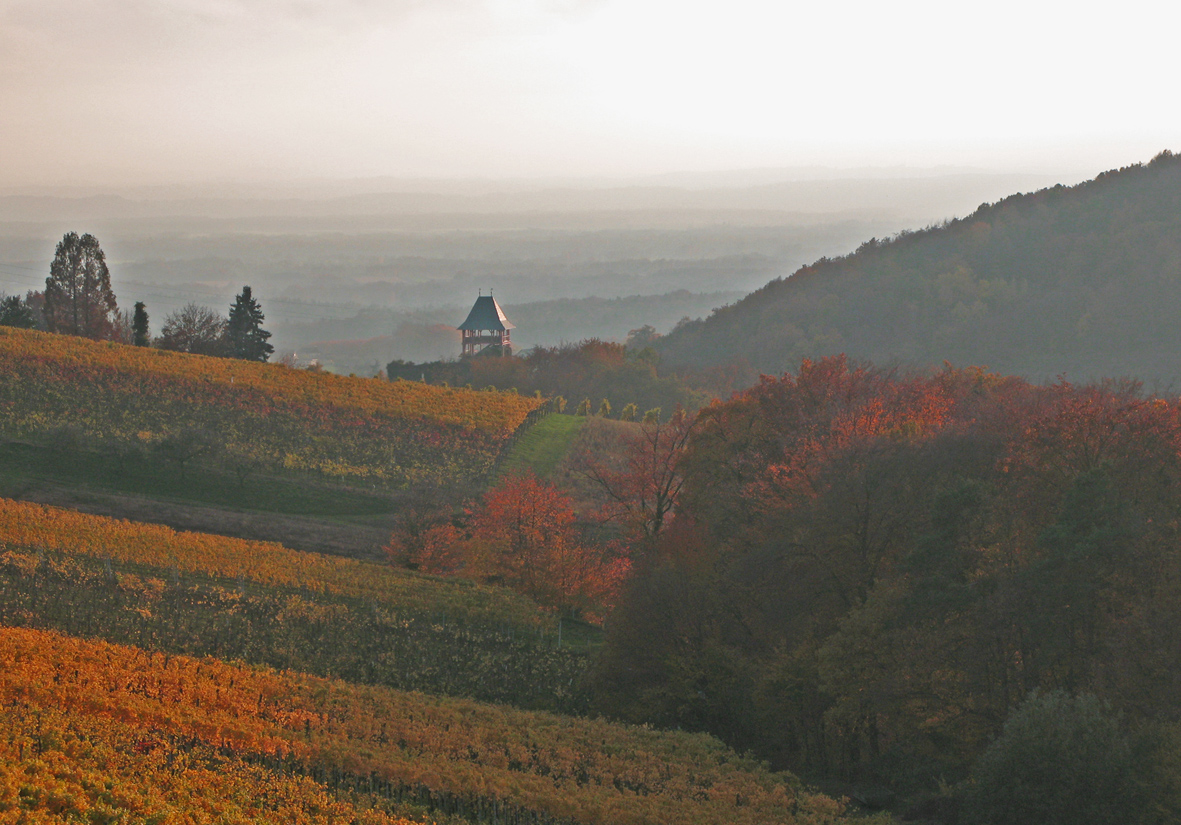
Weinrieden bei Klöch (Vulkanland Steiermark)

Die Herkunftsbezeichnung „Vulkanland Steiermark DAC“ besteht seit dem Weinjahrgang 2018 mit den Stufen Gebietswein, Ortswein und Riedenwein. Vulkanland Steiermark DAC ist die Bezeichnung für herkunftstypische Qualitätsweine aus dem Weinbaugebiet Vulkanland Steiermark. Der Vielfalt des Gebiets entsprechend dürfen folgende Rebsorten verwendet werden: Welschriesling, Weißburgunder, Morillon (=Chardonnay), Grauburgunder, Riesling, Muskateller, Sauvignon Blanc, Traminer und Verschnitte daraus. Auf Gebietsweinebene bleibt das breite Sortenspektrum erhalten, wobei auf der Orts- und Riedenebene der Fokus auf lokal vorherrschenden Leitsorten liegt. Das Weinbaugebiet für Vulkanland Steiermark DAC entspricht den politischen Bezirken Südoststeiermark, Hartberg/Fürstenfeld, Weiz, sowie den Gemeinden des Bezirkes Leibnitz links der Mur.

#### Weine: Vulkanland Steiermark DAC (Gebietsweine)
Weine dieser Kategorie dürfen nur aus handgelesenen Trauben der Sorten Welschriesling, Weißburgunder, Morillon, Grauburgunder, Riesling, Muskateller, Sauvignon Blanc, Traminer und Verschnitten daraus bereitet worden sein. Der Gehalt an unvergorenem Zucker hat höchstens 4 g/l zu betragen; Riesling und Traminer müssen der Bezeichnung „trocken“ entsprechen. Die Weine dürfen nicht vor dem 1. März des auf die Ernte folgenden Jahres verkauft werden; ausgenommen davon sind Weine der Rebsorte Welschriesling.

#### Weine: Vulkanland Steiermark DAC mit Ortsangabe (Ortswein)
Die Weine haben aus den ortsübergreifenden Weinbaugemeinden Gleichenberg, Klöch, Straden, St. Peter, Tieschen, St. Anna, Kapfenstein, Riegersburg oder Oststeiermark zu stammen. Die Weine müssen ausschließlich aus handgelesenen Trauben bereitet worden sein. Sauvignon Blanc und Weißburgunder sind die Leitsorten für die Oststeiermark, für Riegersburg, Kapfenstein und St. Peter. In Tieschen wird sich auf Sauvignon Blancs und Burgundercuvées als Leitsorten konzentriert. Leitsorten für Klöch sind Sauvignon Blanc und Traminer. Gleichenberg und St. Anna fokussieren auf Sauvignon Blanc und Morillon. Der Gehalt an unvergorenem Zucker hat höchstens 4 g/l zu betragen; Riesling und Traminer müssen der Bezeichnung „trocken“ entsprechen. Klöcher Traminer darf auch der Bezeichnung „halbtrocken“ entsprechen. „Vulkanland Steiermark DAC“ mit der Ortsangabe Klöch und aus der Rebsorte Traminer darf auch als Prädikatswein in Verkehr gesetzt werden; in diesem Fall besteht keine Grenze für den Gehalt an unvergorenem Zucker. Der frühestmögliche Verkaufstermin ist der 1. Mai des auf die Ernte folgenden Jahres.

#### Weine: Vulkanland Steiermark DAC mit Riedenbezeichnung (Riedenwein)
Weine dieser Kategorie dürfen nur aus handgelesenen Trauben der Sorten Welschriesling, Weißburgunder, Morillon, Grauburgunder, Riesling, Gelber Muskateller, Sauvignon Blanc, Traminer und Verschnitten daraus bereitet worden sein. Der Wein hat aus einer im Weinbaukataster eingetragenen Ried (mit Angabe der dazugehörigen Flächenbasis für die jeweilige Rebsorte) zu stammen. Ein Verschnitt von höchstens 15 % mit Vulkanland Steiermark DAC aus angrenzenden Gemeinden ist zulässig. Der Gehalt an unvergorenem Zucker hat höchstens 4 g/l zu betragen; Riesling und Traminer müssen der Bezeichnung „trocken“ entsprechen. Der frühestmögliche Verkaufstermin ist der 1. Mai des auf die Ernte folgenden Jahres.

### Südsteiermark DAC

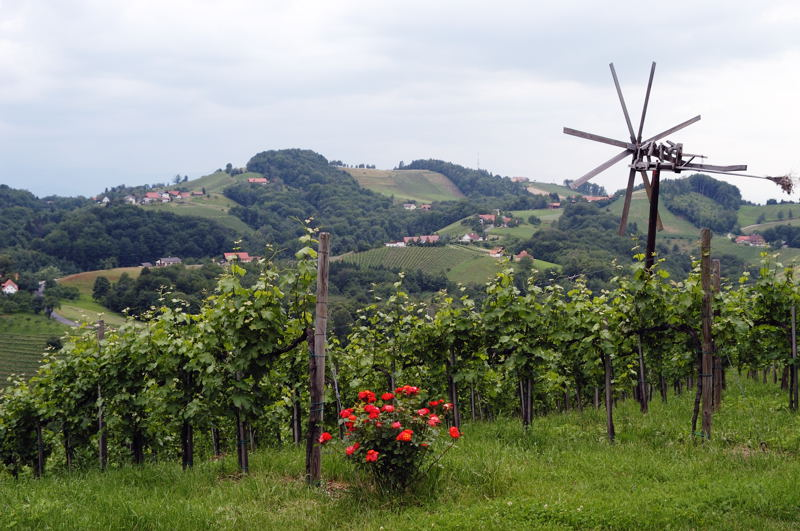
Weinlandschaft mit Klapotetz im Sausal (Südsteiermark)

Die Herkunftsbezeichnung „Vulkanland Steiermark DAC“ besteht seit dem Weinjahrgang 2018. Südsteiermark DAC ist die Bezeichnung für herkunftstypische Qualitätsweine mit Herkunftsprofil aus dem Weinbaugebiet Südsteiermark. Der Vielfalt des Gebiets entsprechend dürfen folgende Rebsorten verwendet werden: Welschriesling, Weißburgunder, Morillon (=Chardonnay), Grauburgunder, Riesling, Muskateller, Sauvignon Blanc, Traminer sowie Cuvées daraus. Handlese ist für alle DAC-Weine verpflichtend. Das Weinbaugebiet für Südsteiermark DAC entspricht dem politischen Bezirk Leibnitz ohne die Gemeindegebiete links der Mur.

#### Weine: Südsteiermark DAC (Gebietsweine)
Weine dieser Kategorie müssen ausschließlich aus handgelesenen Trauben bereitet worden sein, die im Weinbaugebiet Südsteiermark geerntet wurden. Der Gehalt an unvergorenem Zucker hat höchstens 4 g/l zu betragen; Riesling und Traminer müssen der Bezeichnung „trocken“ entsprechen. Die Weine dürfen nicht vor dem 1. März des auf die Ernte folgenden Jahres verkauft werden; ausgenommen davon sind Weine der Rebsorte Welschriesling.

#### Weine: Südsteiermark DAC mit Ortsangabe (Ortswein)
Die Weine haben aus den ortsübergreifenden Weinbaugemeinden Kitzeck-Sausal, Eichberg, Leutschach, Gamlitz oder Ehrenhausen zu stammen. Die Weine müssen ausschließlich aus handgelesenen Trauben bereitet worden sein. Leitsorten für die Orte Eichberg, Leutschach und Gamlitz sind jeweils Sauvignon Blanc und Muskateller. Kitzeck-Sausal setzt auf Sauvignon Blanc und Riesling. Für Ehrenhausen sind Sauvignon Blanc und Morillon die Leitsorten. Der Gehalt an unvergorenem Zucker hat höchstens 4 g/l zu betragen; Riesling und Traminer müssen der Bezeichnung „trocken“ entsprechen. Der frühestmögliche Verkaufstermin ist der 1. Mai des auf die Ernte folgenden Jahres.

#### Weine: Südsteiermark DAC mit Riedenbezeichnung (Riedenwein)
Der Gehalt an unvergorenem Zucker hat höchstens 4 g/l zu betragen; Riesling und Traminer müssen der Bezeichnung „trocken“ entsprechen. Der frühestmögliche Verkaufstermin ist der 1. Mai des auf die Ernte folgenden Jahres.

### Weststeiermark DAC

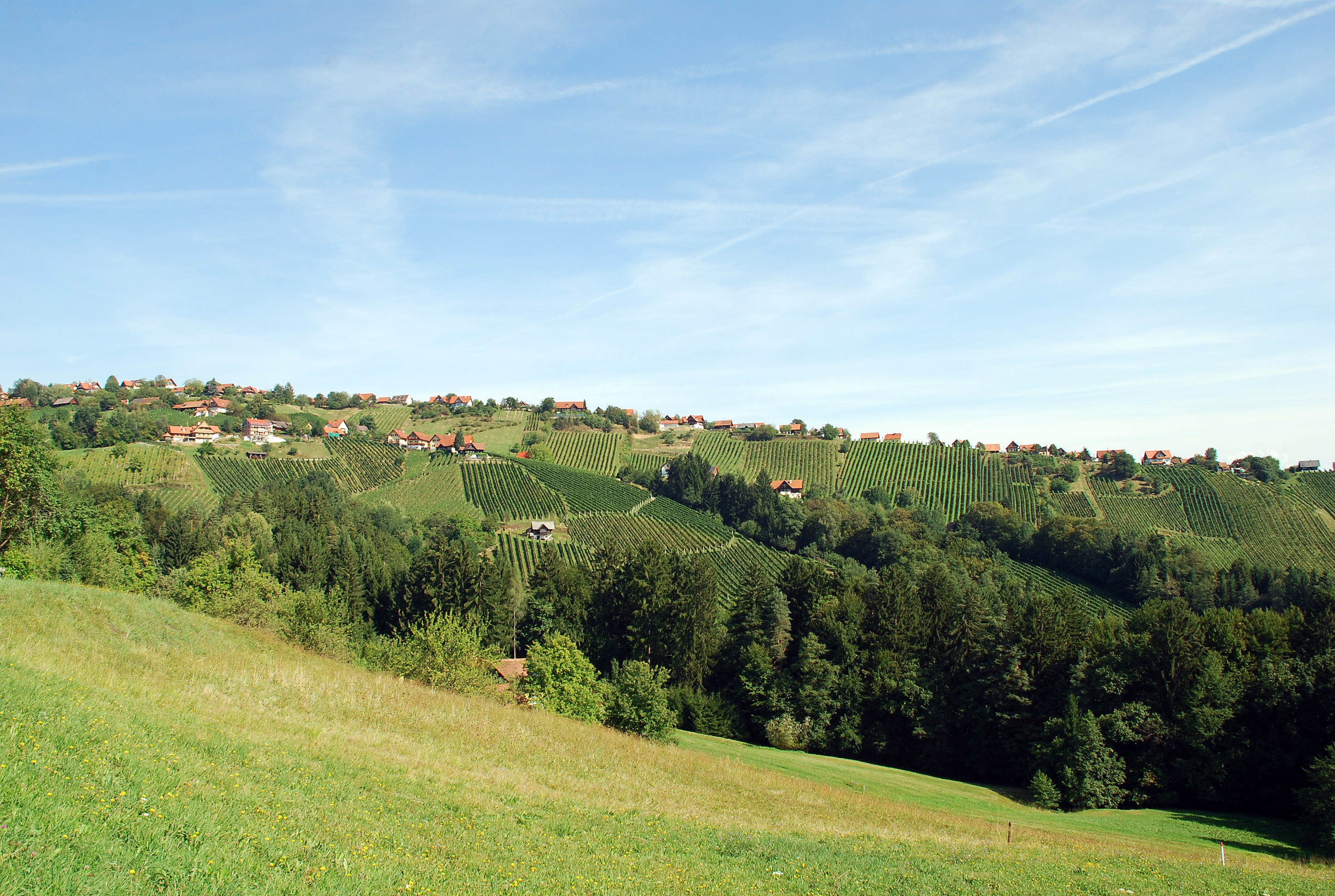
Weinrieden bei Greisdorf (Weststeiermark)

Die Herkunftsbezeichnung „Weststeiermark DAC“ besteht seit dem Weinjahrgang 2018. Weststeiermark DAC ist die Bezeichnung für herkunftstypische Qualitätsweine mit Herkunftsprofil aus dem Weinbaugebiet Weststeiermark. Der Vielfalt des Gebiets entsprechend dürfen folgende Rebsorten verwendet werden: Blauer Wildbacher (als Schilcher), Welschriesling, Weißburgunder, Morillon (=Chardonnay), Grauburgunder, Riesling, Muskateller, Sauvignon Blanc, Traminer sowie Cuvées daraus. Alle Trauben für Weststeiermark DAC müssen per Hand gelesen worden sein. Das Weinbaugebiet für Weststeiermark DAC entspricht den politischen Bezirken Deutschlandsberg, Voitsberg, Graz und Graz-Umgebung.

#### Weine: Weststeiermark DAC (Gebietsweine)
Der Gehalt an unvergorenem Zucker hat höchstens 4 g/l zu betragen; Riesling und Traminer müssen der Bezeichnung „trocken“ entsprechen. Bei Weststeiermark DAC der Kategorie Gebietswein mit der traditionellen Bezeichnung „Schilcher“ ist dieser als „Schilcher Klassik“ anzugeben. Die Weine dürfen nicht vor dem 1. März des auf die Ernte folgenden Jahres verkauft werden; ausgenommen davon sind als Schilcher ausgebauter Blauer Wildbacher und Weine der Rebsorte Welschriesling.

#### Weine: Weststeiermark DAC mit Ortsangabe (Ortswein)
Die Weine haben aus den ortsübergreifenden Weinbaugemeinden Ligist, Stainz, Deutschlandsberg oder Eibiswald zu stammen. Die dort vorherrschenden Leitsorten sind Blauer Wildbacher (als Schilcher) und Sauvignon Blanc. Die Weine müssen ausschließlich aus handgelesenen Trauben bereitet worden sein. Der Gehalt an unvergorenem Zucker hat höchstens 4 g/l zu betragen; Riesling und Traminer müssen der Bezeichnung „trocken“ entsprechen. Der frühestmögliche Verkaufstermin ist, außer bei Schilcher, der 1. Mai des auf die Ernte folgenden Jahres.

#### Weine: Weststeiermark DAC mit Riedenbezeichnung (Riedenwein)
Weine dieser Kategorie dürfen nur aus handgelesenen Trauben der Sorten Blauer Wildbacher (als Schilcher), Welschriesling, Weißburgunder, Morillon, Grauburgunder, Riesling, Muskateller, Sauvignon Blanc, Traminer sowie Cuvées daraus bereitet worden sein. Der Gehalt an unvergorenem Zucker hat höchstens 4 g/l zu betragen; Riesling und Traminer müssen der Bezeichnung „trocken“ entsprechen. Der frühestmögliche Verkaufstermin ist, außer bei Schilcher, der 1. Mai des auf die Ernte folgenden Jahres.

### Carnuntum DAC

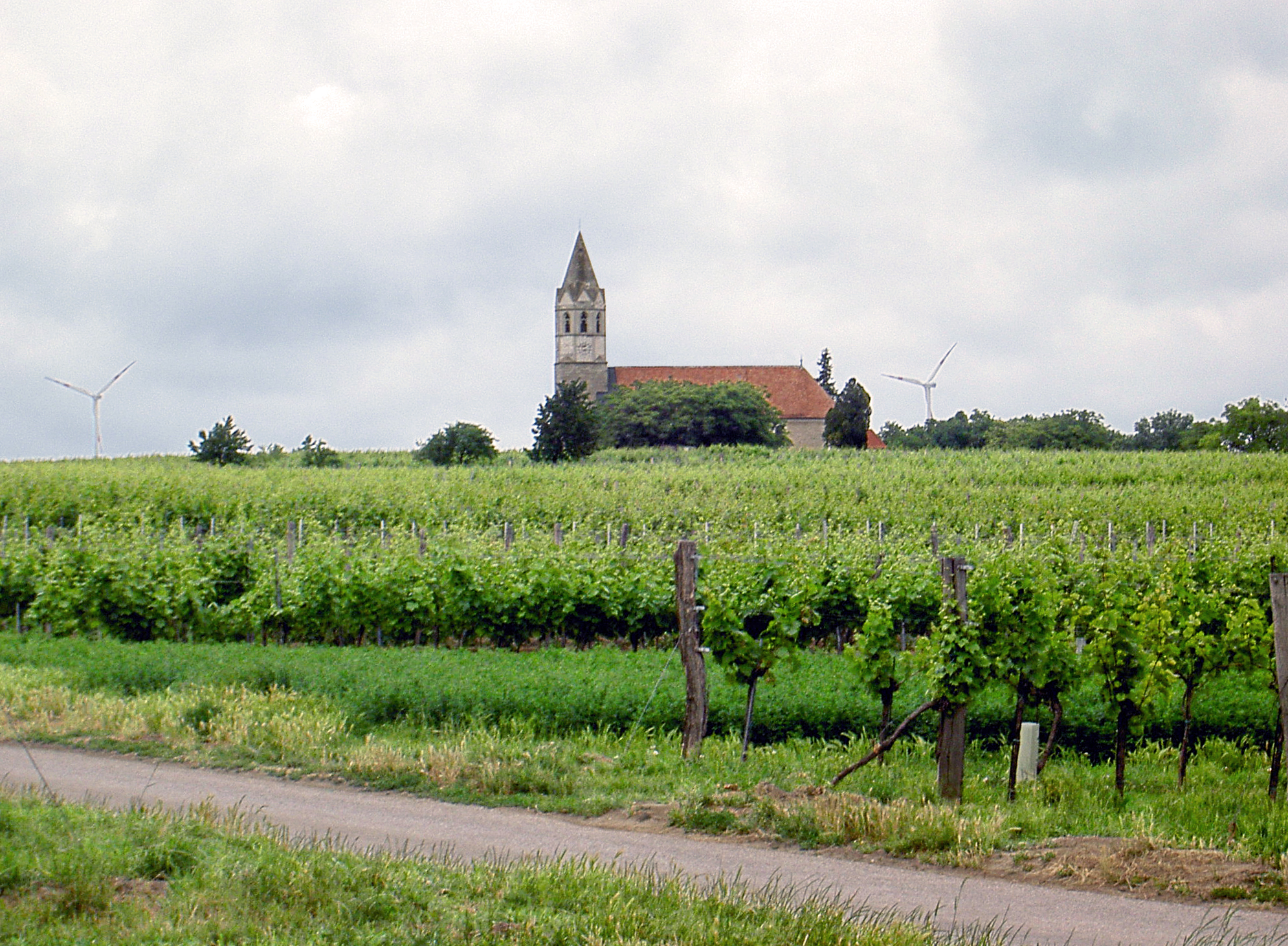
Weingärten vor der Wehrkirche St. Ulrich in Höflein (Carnuntum)

Die Herkunftsbezeichnung „Carnuntum DAC“ besteht seit dem Weinjahrgang 2019 mit den Stufen Gebietswein, Ortswein und Riedenwein. Carnuntum DAC ist die Bezeichnung für herkunftstypische Qualitätsweine aus dem Weinbaugebiet Carnuntum. Der Vielfalt des Gebiets entsprechend dürfen sowohl weiße als auch rote Rebsorten verwendet werden: Chardonnay, Weißburgunder und Grüner Veltliner bzw. Zweigelt und Blaufränkisch. Cuvées müssen zu mindestens zwei Dritteln aus diesen Rebsorten bestehen, das restliche Drittel aus österreichischen Qualitätswein-Rebsorten. Der Gehalt an unvergorenem Zucker hat der Bezeichnung „trocken“ zu entsprechen, Rotweine müssen einen Mindestalkoholgehalt von 12,0 % vol. aufweisen.

#### Weine: Carnuntum DAC (Gebietsweine)
Weine dieser Kategorie sind im Weinbaugebiet Carnuntum herzustellen und abzufüllen. Sie dürfen aus den Qualitätswein-Rebsorten Chardonnay, Weißburgunder und Grüner Veltliner bzw. Zweigelt und Blaufränkisch bestehen. Cuvées müssen zu mindestens zwei Dritteln aus diesen Rebsorten bestehen, das restliche Drittel aus österreichischen Qualitätswein-Rebsorten. Der Gehalt an unvergorenem Zucker hat der Bezeichnung „trocken“ zu entsprechen, Rotweine müssen einen Mindestalkoholgehalt von 12,0 % vol. aufweisen.

#### Weine: Carnuntum DAC mit Ortsangabe (Ortswein)
Weine dieser Kategorie müssen aus den ortsübergreifenden Gemeinden Göttlesbrunn, Hainburg, Höflein, Petronell-Carnuntum, Prellenkirchen oder Stixneusiedl stammen. Sie dürfen aus den Qualitätswein-Rebsorten Chardonnay, Weißburgunder und Grüner Veltliner bzw. Zweigelt und Blaufränkisch bestehen. Cuvées müssen zu mindestens zwei Dritteln aus diesen Rebsorten bestehen, das restliche Drittel aus österreichischen Qualitätswein-Rebsorten. Der Gehalt an unvergorenem Zucker hat der Bezeichnung „trocken“ zu entsprechen, Rotweine müssen einen Mindestalkoholgehalt von 12,0 % vol. aufweisen. Der frühestmögliche Termin zur Einreichung zur Prüfnummer ist bei Weißwein der 15. März bzw. bei Rotwein der 1. November des auf die Ernte folgenden Jahres.

#### Weine: Carnuntum DAC mit Riedenbezeichnung (Riedenwein)
Weine dieser Kategorie müssen aus einer im Weinbaukataster eingetragenen Ried (mit Angabe der dazugehörigen Flächenbasis für die jeweilige Rebsorte) stammen. Sie dürfen aus den Qualitätswein-Rebsorten Chardonnay, Weißburgunder und Grüner Veltliner bzw. Zweigelt und Blaufränkisch bestehen. Cuvées müssen zu mindestens zwei Dritteln aus diesen Rebsorten bestehen, das restliche Drittel aus österreichischen Qualitätswein-Rebsorten. Der Gehalt an unvergorenem Zucker hat der Bezeichnung „trocken“ zu entsprechen, Rotweine müssen einen Mindestalkoholgehalt von 12,0 % vol. aufweisen. Der frühestmögliche Termin zur Einreichung zur Prüfnummer ist bei Weißwein der 15. März bzw. bei Rotwein der 1. November des auf die Ernte folgenden Jahres.

### Wachau DAC

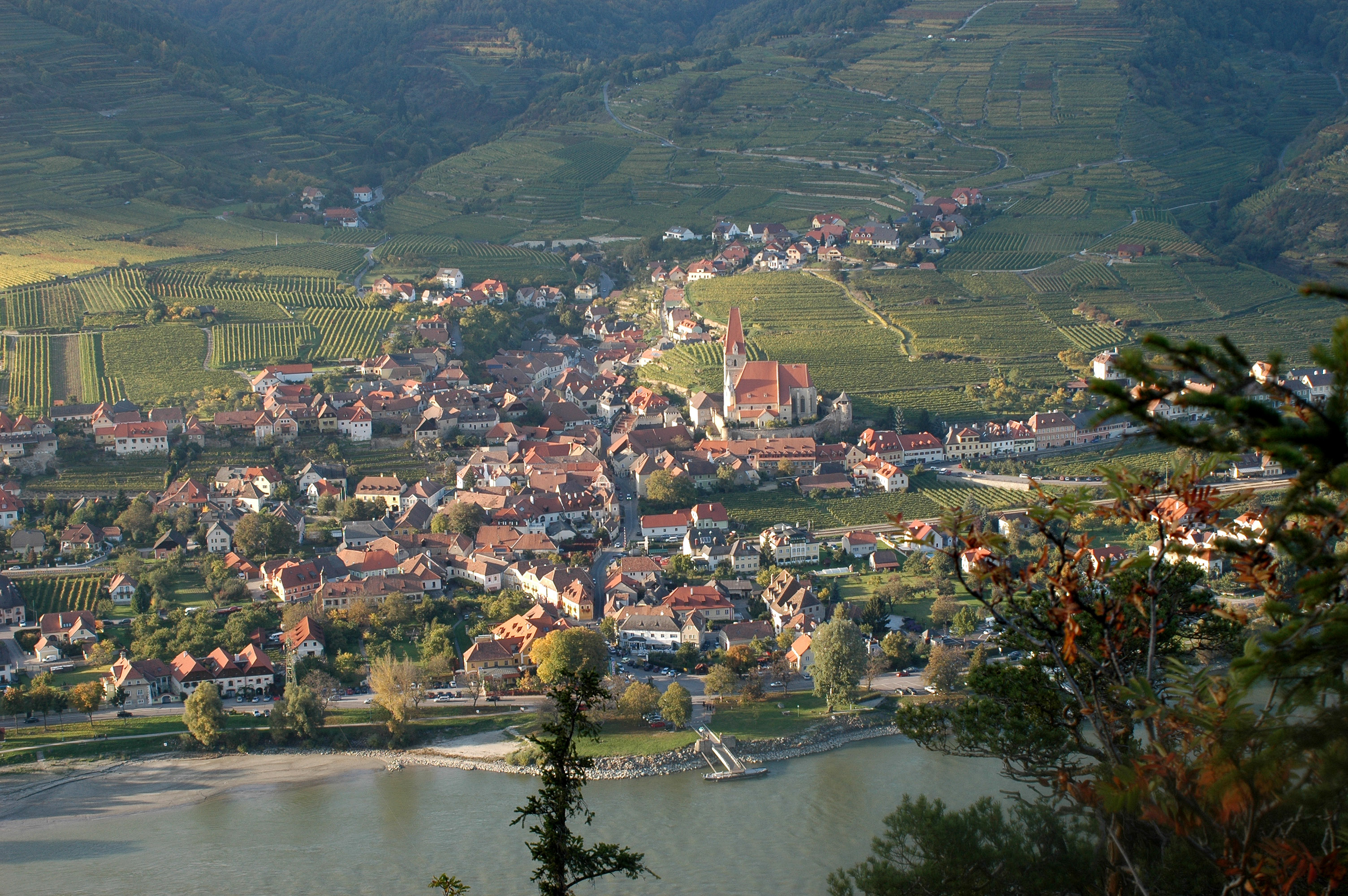
Weißenkirchen mit umgebender Weinlandschaft (Wachau)

Die Herkunftsbezeichnung „Wachau DAC“ besteht seit dem Weinjahrgang 2020 mit den Stufen Gebietswein, Ortswein und Riedenwein. Wachau DAC ist die Bezeichnung für die herkunftstypischen Qualitätsweine aus dem Weinbaugebiet Wachau. Das Herkunftssystem des Gebiets lässt die traditionelle Rebsortenvielfalt zu (Gebietswein und Ortswein) und konzentriert sich gleichzeitig an der Spitze der Herkunftspyramide (Riedenwein) auf die zwei wichtigsten Sorten des Gebiets: Grüner Veltliner und Riesling. Alle herkunftsgeschützten Wachau-DAC-Weine müssen per Hand gelesen werden. Herstellung bzw. Abfüllung im Weinbaugebiet Wachau. Einzige Ausnahme: Die Verarbeitung der Trauben aus der Wachau ist in den angrenzenden Weinbaugebieten Kremstal und Traisental unter genau definierten Auflagen erlaubt.

#### Weine: Wachau DAC (Gebietswein)
Weine dieser Kategorie können aus folgenden 17 Sorten bestehen: Grüner Veltliner, Riesling, Weißburgunder, Grauburgunder, Chardonnay, Neuburger, Muskateller, Sauvignon Blanc, Traminer, Frühroter Veltliner, Müller-Thurgau, Muskat Ottonel, Roter Veltliner, Gemischter Satz, Blauer Burgunder, St. Laurent und Zweigelt. Auch Verschnitte sind möglich.

#### Weine: Wachau DAC mit Ortsangabe (Ortswein)
Weine dieser Kategorie müssen aus den Gemeinden Loiben (für das Gebiet der Katastralgemeinden Oberloiben und Unterloiben), Dürnstein, Weißenkirchen, Joching, Wösendorf, St. Michael, Spitz, Gut am Steg, Viessling, Elsarn, Mühldorf, Spitzer Graben (für das Gebiet der Großlage Spitzer Graben), Schwallenbach, Willendorf, Groisbach, Aggsbach, Arnsdorf (für das Gebiet der Katastralgemeinden Oberarnsdorf und Mitterarnsdorf), Rührsdorf, Rossatz (für das Gebiet der Katastralgemeinden Rührsdorf und Rossatz), Unterbergern, Mauternbach, Mautern oder Baumgarten stammen. Die zugelassenen Rebsorten beschränken sich auf neun (reinsortig ausgebaut): Grüner Veltliner, Riesling, Weißburgunder, Grauburgunder, Chardonnay, Neuburger, Muskateller, Sauvignon Blanc oder Traminer. Geschmacklich ist kein oder nur ein kaum merkbarer Holzton erlaubt.

#### Weine: Wachau DAC mit Riedenbezeichnung (Riedenwein)
Weine dieser Kategorie dürfen nur aus den Leitsorten Riesling und Grüner Veltliner hergestellt werden. Es wurden 157 Rieden definiert, deren Namen auf dem Etikett von Riedenwein aufscheinen dürfen. Bei der Vinifikation ist keine Anreicherung erlaubt und die fertigen Weine dürfen keinen oder nur einen kaum merkbaren Holzton aufweisen.

### Ruster Ausbruch DAC

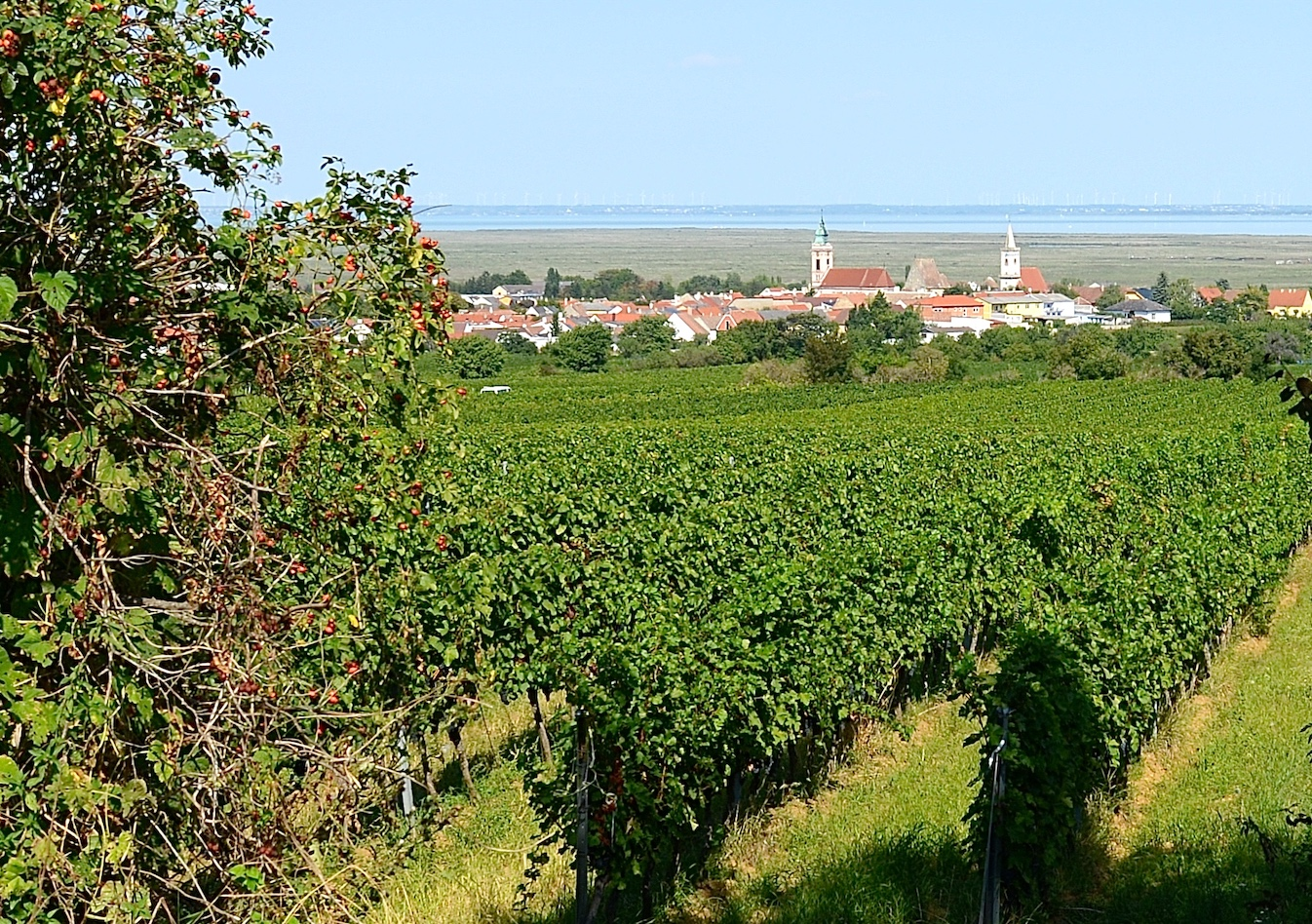
Rust am Neusiedler See mit umgebender Weinlandschaft (Ruster Ausbruch)

Die Herkunftsbezeichnung „Ruster Ausbruch DAC“ besteht seit Oktober 2020. Ruster Ausbruch DAC ist die Bezeichnung für herkunftstypische Süßweine aus der Freistadt Rust, die zum Weinbaugebiet Leithaberg gehört. Ruster Ausbruch DAC muss grundsätzlich den Anforderungen einer Trockenbeerenauslese entsprechen und darf aus einer oder mehreren weißen Qualitätsweinrebsorten gewonnen werden. Verwendet werden dürfen ausschließlich Botrytis-befallene, selektiv handgelesene Beeren, die aus der Freistadt Rust stammen. Das Mindestmostgewicht hat dabei 30° KMW zu betragen. Hergestellt und abgefüllt werden muss der Süßwein ebenso in Rust.

### Wagram DAC

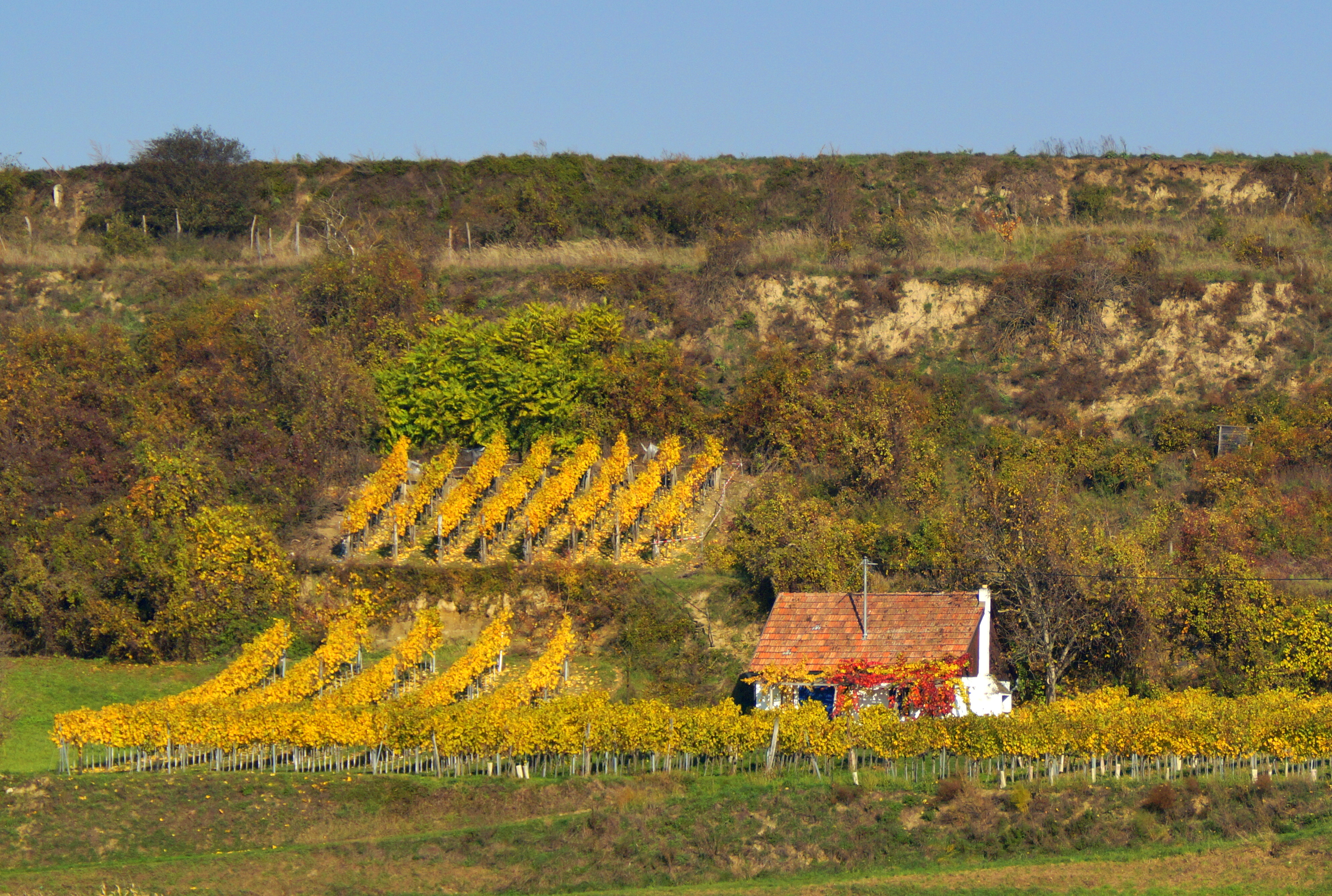
Weingarten bei Kirchberg am Wagram (Wagram)

Die Herkunftsbezeichnung „Wagram DAC“ besteht seit dem Weinjahrgang 2021 mit den Stufen Gebietswein, Ortswein und Riedenwein. Die Spitze der dreistufigen Herkunftspyramide bilden die Riedenweine.

#### Weine: Wagram DAC (Gebietswein)
Zugelassene Rebsorten (reinsortig, als Cuvée oder Gemischter Satz): Chardonnay, Frühroter Veltliner, Grauer Burgunder, Grüner Veltliner, Gelber Muskateller, Roter Veltliner, Sauvignon Blanc, Traminer, Weißburgunder, Riesling, Blauburgunder, St. Laurent und Zweigelt. Die Ausbauweise ist trocken, Weißweine dürfen keinen dominanten Holzton aufweisen. Einreichung zur Prüfnummer ist ab 1. Dezember des Erntejahres möglich.

#### Weine: Wagram DAC mit Ortsangabe (Ortswein)
Weine dieser Herkunft müssen aus folgenden Orten stammen: Absdorf, Fels, Gösing, Thürnthal, Feuersbrunn, Wagram am Wagram, Großriedenthal, Ottenthal, Neudegg, Ameisthal, Baumgarten, Großweikersdorf, Großwiesendorf, Ruppersthal, Tiefenthal, Zaussenberg, Engelmannsbrunn, Kirchberg, Mitterstockstall, Oberstockstall, Unterstockstall, Königsbrunn, Hippersdorf, Eggendorf, Starnwörth, Stetteldorf und Klosterneuburg. Zugelassene Rebsorten (reinsortig, kein Rosé oder Weißgepresster): Chardonnay, Grüner Veltliner, Roter Veltliner, Weißburgunder, Riesling, Blauburgunder und Zweigelt. Die Ausbauweise ist trocken, Weißweine dürfen keinen dominanten Holzton aufweisen. Einreichung zur Prüfnummer ist ab 1. Jänner des auf die Ernte folgenden Jahres möglich.

#### Weine: Wagram DAC mit Riedenbezeichnung (Riedenwein)
Zugelassene Rebsorten (reinsortig): Grüner Veltliner, Roter Veltliner und Riesling. Die Ausbauweise ist trocken, die Weine dürfen keinen dominanten Holzton aufweisen. Einreichung zur Prüfnummer ist ab 1. März des auf die Ernte folgenden Jahres möglich.

### Thermenregion DAC

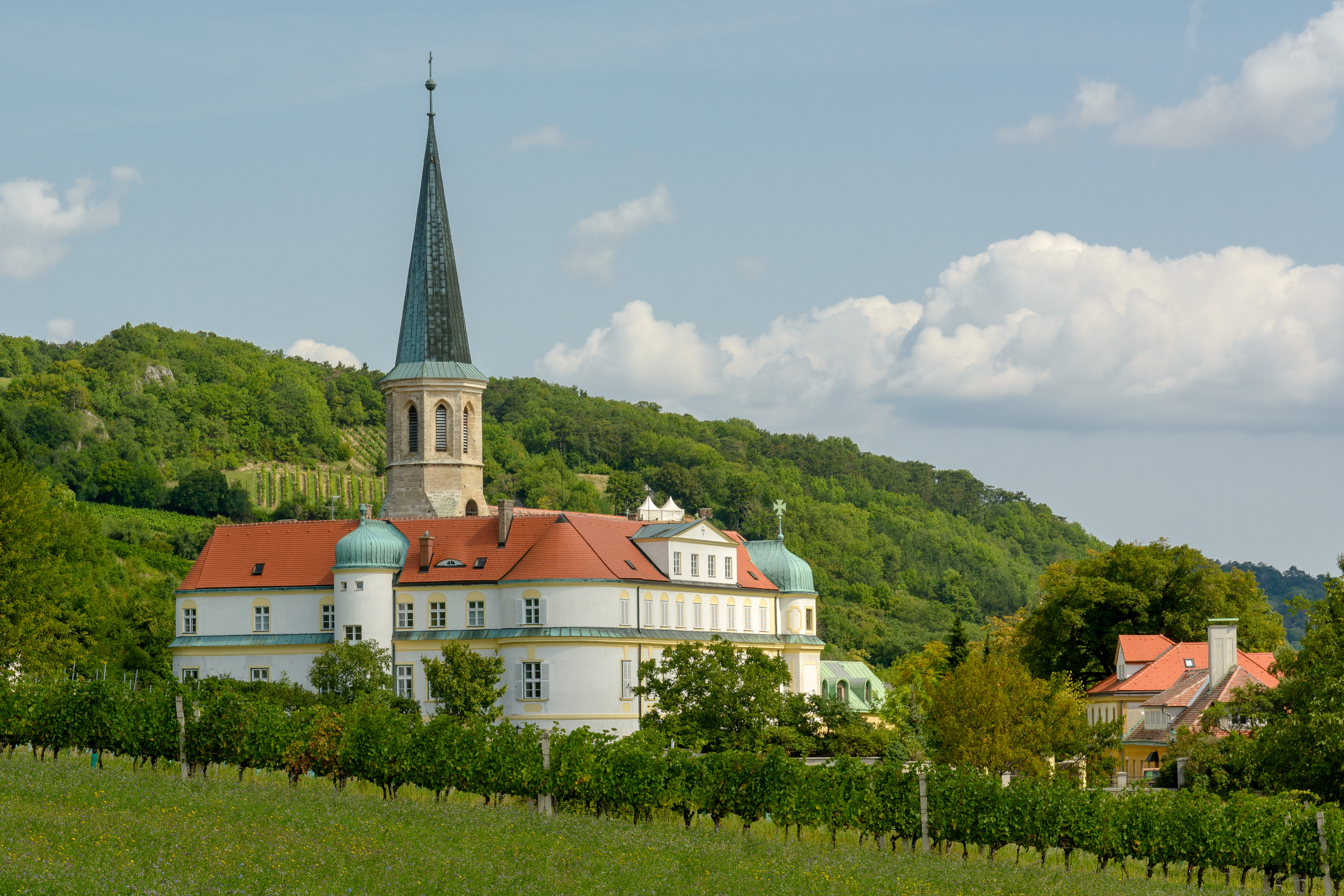
Weinlandschaft rund um das Deutschordens-Schloss und die Pfarrkirche in Gumpoldskirchen (Thermenregion)

Die Herkunftsbezeichnung „Thermenregion DAC“ besteht seit dem Weinjahrgang 2023 mit den Stufen Gebietswein, Ortswein und Riedenwein. Die Spitze der dreistufigen Herkunftspyramide bilden die Riedenweine.

#### Weine: Thermenregion DAC (Gebietswein)
Die Thermenregion lässt heimische und Burgunder-Sorten für ihre DAC-Weine zu. Bei Gebietsweinen sind es konkret Rotgipfler, Zierfandler, Weißburgunder, Grauburgunder, Chardonnay, Neuburger, Pinot Noir, St. Laurent, Blauer Portugieser und Zweigelt. Die Weine dürfen reinsortig, als Cuvée oder gemischter Satz ausgebaut werden. Rosé und Weißgepresster sind verboten. Die Weine müssen einen Alkoholgehalt von mindestens 12 % vol. aufweisen und der Gehalt des unvergorenen Restzuckers muss der Bezeichnung "trocken" entsprechen. Der Wein darf keinen dominierenden Holzton aufweisen.

#### Weine: Thermenregion DAC mit Ortsangabe (Ortswein)
Die für Ortswein zugelassenen Rebsorten sind Rotgipfler, Zierfandler, Weißburgunder, Grauburgunder, Chardonnay, Pinot Noir, St. Laurent und Zweigelt. Die Weine dürfen reinsortig oder als Cuvée ausgebaut werden. Rosé und Weißgepresster sind verboten. Die folgenden ortsübergreifenden Weinbaugemeinden dürfen auf dem Etikett angegeben werden: Perchtoldsdorf, Gumpoldskirchen, Tattendorf, Wiener Neustadt, Bad Vöslau, Baden, Enzesfeld-Lindabrunn, Leobersdorf, Münchendorf, Reisenberg, Pottendorf, Sollenau, Sooß, Wiener Neudorf. Die Weine müssen einen Alkoholgehalt von mindestens 12,5 % vol. aufweisen und trocken oder als Auslese, Beerenauslese oder Trockenbeerenauslese ausgebaut sein. Für Ortswein aus Gumpoldskirchen ist Anreicherung verboten. Der Antrag zur Erlangung der staatlichen Prüfnummer darf erst ab dem 1. März (trockene Weine) bzw. 1. Mai (süße Weine) des auf die Ernte folgenden Jahres gestellt werden.

#### Weine: Thermenregion DAC mit Riedenangabe (Riedenwein)
Weine mit der Angabe einer Ried auf dem Etikett dürfen in der Thermenregion ausschließlich aus Rotgipfler, Zierfandler, Weißburgunder, Chardonnay, Pinot Noir oder St. Laurent hergestellt werden. Die Weine dürfen reinsortig oder als Cuvée ausgebaut werden. Rosé und Weißgepresster sind verboten. Die Weine müssen einen Alkoholgehalt von mindestens 12 % vol. aufweisen und der Gehalt des unvergorenen Restzuckers muss bei Weißwein der Bezeichnung "trocken" entsprechen und bei Rotwein maximal 4 g/l betragen. Für Riedenwein aus Gumpoldskirchen ist Anreicherung verboten. Der Antrag zur Erlangung der staatlichen Prüfnummer darf erst ab dem 1. Juli des auf die Ernte folgenden Jahres gestellt werden. Für Riedenweine gilt ein reduzierter Hektarhöchstertrag von max. 6.000 kg/ha oder max. 4.500 l/ha.

## Weinbaugebiete ohne DAC-Regelungen
Keine DAC-Regelung besteht derzeit für die Gebiete der Weinbauregion Bergland (Kärnten, Oberösterreich, Salzburg, Tirol und Vorarlberg) (Stand Jänner 2024).

## Einzelbelege
1. ↑  Der Brockhaus Wein. Rebsorten, Degustation, Weinbau, Kellertechnik, internationale Anbaugebiete. Hrsg. von der Lexikonredaktion des Verlags F. A. Brockhaus, Mannheim/Leipzig 2005, ISBN 3-7653-0281-3, S. 143.
2. 1 2 3 4 5 6  DAC – Districtus Austriae Controllatus auf oesterreichwein.at
3. 1 2  Strategie des Herkunftsmarketings auf oesterreichwein.at
4. ↑  Der Brockhaus Wein. Rebsorten, Degustation, Weinbau, Kellertechnik, internationale Anbaugebiete. Hrsg. von der Lexikonredaktion des Verlags F. A. Brockhaus, Mannheim/Leipzig 2005, ISBN 3-7653-0281-3, S. 143 f.
5. ↑  Klaus Egle: Der österreichische Wein. Das große Handbuch. Pichler Verlag, Wien/Graz/Klagenfurt 2007, ISBN 978-3-85431-403-5, S. 49.
6. ↑  Vinaria Weinguide 2018/19, Edition LW Media, Krems 2018, ISBN 978-3-9504163-8-1, S. 568.
7. 1 2 3  Rechtsinformationssystem des Bundes – DAC Verordnung "Weinviertel"
8. ↑  Weinviertel DAC auf www.weinviertel dac
9. ↑  Weinviertel Die Kriterien für Weinviertel DAC Reserve auf www.weinvierteldac.at
10. 1 2 3 4  Rechtsinformationssystem des Bundes – DAC Verordnung "Mittelburgenland"
11. 1 2 3 4 5  Rechtsinformationssystem des Bundes – DAC Verordnung "Traisental"
12. 1 2 3 4 5  Traisental DAC auf oesterreichwein.at
13. 1 2 3 4 5  Rechtsinformationssystem des Bundes – DAC Verordnung "Kremstal"
14. 1 2 3 4 5  Kremstal DAC auf oesterreichwein.at
15. 1 2 3 4 5  Rechtsinformationssystem des Bundes – DAC Verordnung "Kamptal"
16. 1 2 3 4 5  Kamptal DAC auf oesterreichwein.at
17. 1 2  Leithaberg DAC auf oesterreichwein.at
18. ↑  Johann Werfring: Vinophiles Beben in Transleithanien. In: Wiener Zeitung. 21. August 2015, Beilage „Wiener Journal“, S. 22 f.
19. 1 2 3  Rechtsinformationssystem des Bundes – DAC Verordnung "Leithaberg"
20. 1 2 3  Rechtsinformationssystem des Bundes – DAC Verordnung "Eisenberg"
21. 1 2 3  Eisenberg DAC auf oesterreichwein.at
22. ↑  Weinrecht-Sammelverordnung 2023. Abgerufen am 3. Januar 2024.
23. ↑  Eisenberg DAC auf oesterreichwein.at
24. 1 2 3  RIS Dokument "DAC-Verordnung Ruster Ausbruch und DAC-Verordnung Neusiedlersee". österreichisches Bundesministerium für Landwirtschaft, Regionen und Tourismus, abgerufen am 6. November 2020.
25. 1 2  Neu: Herkunftsschutz für Süßweine vom Neusiedler See. Abgerufen am 6. November 2020.
26. 1 2 3  Rechtsinformationssystem des Bundes – DAC Verordnung "Neusiedlersee"
27. 1 2 3  Neusiedlersee DAC auf oesterreichwein.at
28. 1 2 3 4  Rechtsinformationssystem des Bundes – DAC Verordnung "Wiener Gemischter Satz"
29. 1 2 3 4  Wiener Gemischter Satz DAC auf oesterreichwein.at
30. 1 2 3  Rechtsinformationssystem des Bundes – DAC Verordnung "Rosalia"
31. 1 2 3  Rosalia DAC auf oesterreichwein.at
32. 1 2 3  Weinbaugebiete – Steiermark auf oesterreichwein.at
33. 1 2 3 4  Rechtsinformationssystem des Bundes – DAC Verordnung "Vulkanland Steiermark"
34. 1 2 3 4  Vulkanland Steiermark DAC auf oesterreichwein.at
35. 1 2 3 4  Rechtsinformationssystem des Bundes – DAC Verordnung "Südsteiermark"
36. 1 2 3 4  Südsteiermark DAC auf oesterreichwein.at
37. 1 2 3 4  Rechtsinformationssystem des Bundes – DAC Verordnung "Weststeiermark"
38. 1 2 3 4  Weststeiermark DAC auf oesterreichwein.at
39. 1 2 3 4  RIS - DAC-Verordnung „Carnuntum“ - Bundesrecht konsolidiert, Fassung vom 03.12.2019. Abgerufen am 3. Dezember 2019.
40. 1 2 3 4  Carnuntum DAC auf oesterreichwein.at. Abgerufen am 3. Dezember 2019.
41. 1 2 3 4  RIS - DAC-Verordnung „Wachau“ - Bundesrecht konsolidiert, Fassung vom 25.05.2020. Abgerufen am 25. Mai 2020.
42. 1 2 3 4  Wachau | Österreich Wein. Abgerufen am 25. Mai 2020.
43. ↑  Wachau DAC - Vinea Wachau. Abgerufen am 25. Mai 2020.
44. ↑  RIS - DAC-Verordnung „Ruster Ausbruch“ - Bundesrecht konsolidiert, Fassung vom 06.11.2020. Abgerufen am 6. November 2020.
45. 1 2 3 4  Wagram DAC auf oesterreichwein.at
46. 1 2 3 4  Thermenregion DAC auf oesterreichwein.at. Abgerufen am 4. Januar 2024.
47. 1 2 3 4  RIS - DAC-Verordnung „Thermenregion“ - Bundesrecht konsolidiert, Fassung vom 04.01.2024. Abgerufen am 4. Januar 2024.